# 2025년 스포츠
2025년 스포츠는 올해의 세계 스포츠 경기를 설명한다.
홀수 연도인 2025년은 올림픽과 FIFA 월드컵이 없는 해이다. 럭비 유니온과 크리켓의 주요 토너먼트와 함께 2025년 스포츠 달력에서는 여자 스포츠가 중심을 이룬다. 올해의 가장 두드러진 4년 주기 대회는 잉글랜드에서 열리는 2025년 여자 럭비 월드컵과 인도에서 열리는 2025년 여자 크리켓 월드컵이다.
남자 축구에서는 확대된 2025년 FIFA 클럽 월드컵이 다른 FIFA 월드컵과 마찬가지로 새로운 4년 주기 형식으로 첫 대회를 개최하며, 이전의 연간 형식은 FIFA 인터콘티넨털컵으로 이름이 변경되었다. 여자 축구에서는 UEFA 여자 유로 2025가 7월에 스위스에서 개최된다. 여자 풋살에서는 2025년 FIFA 풋살 여자 월드컵이 11월에 필리핀에서 개최되며, FIFA가 FIFA 풋살 여자 월드컵을 개최하는 것은 이번이 처음이다. 남자 럭비에서는 브리티시 & 아이리시 라이온스가 오스트레일리아를 투어하고, 남자 크리켓에서는 런던의 로즈 크리켓 그라운드에서 2025 ICC World Test Championship final을 개최한다. 올해의 다른 주요 행사로는 오스트레일리아와 잉글랜드 간의 애시스 테스트 시리즈(남자 및 여자), 남자 골프의 2025 라이더 컵, 육상 및 수상 스포츠의 격년제 세계 선수권 대회, 테니스 및 골프의 연간 주요 행사, 체조, 사이클, 트라이애슬론, 역도, 배드민턴을 포함한 다양한 스포츠의 연간 세계 선수권 대회가 있다. 동계 스포츠 또한 연간 행사를 개최하지만, 이탈리아 밀라노와 코르티나 담페초에서 열리는 2026년 동계 올림픽의 예선 절차도 준비할 것이다.
코로나19 범유행의 여파로 2020년에 원래 계획되었던 세계 육상 실내 선수권 대회의 추가 에디션도 2025년 중국 난징에서 개최된다. 실내 및 실외 대회가 같은 해에 열리는 것은 2003년 이후 처음이며, 실내 선수권 대회는 2026년에 다시 짝수 연도 일정으로 돌아간다.
종합 스포츠에서는 올림픽 비정식 종목 및 행사를 위한 2025 월드 게임이 중국 청두에서 개최되며, 비장애인 패럴림픽 청각 장애 스포츠 종목의 최고 대회인 2025 데플림픽 또한 일본 도쿄에서 개최된다.

## 월별 달력

### 1월
| 날짜            | 스포츠              | 장소/행사                                                     | 상태 | 우승자 |
| --------------- | ------------------- | ------------------------------------------------------------- | ---- | --- |
| 12월 15일 – 3일 | 다트                | 2025 PDC World Darts Championship                             | 국제 | 루크 리틀러 |
| 12월 26일 – 5일 | 아이스하키          | 2025 World Junior Ice Hockey Championships                    | 국제 | 틀:Ihj |
| 12월 27일 – 5일 | 테니스              | 2025 United Cup                                               | 국제 | 미국 |
| 12월 28일 – 5일 | 크로스컨트리 스키   | 2024–25 Tour de Ski                                           | 국제 | - 남자: 요한네스 회스플로트 클레보 - 여자: 테레세 요헤우                                                                                                  |
| 12월 29일 – 6일 | 스키점프            | / 2024–25 Four Hills Tournament                               | 국제 | 다니엘 추쇼페니히 |
| 3일–17일        | 랠리 레이드         | 2025 Dakar Rally (WRRC #1)                                    | 국제 | - 자동차: 야지드 알라지히 - 모터바이크: 다니엘 샌더스 - 챌린저: 니콜라스 카빌리아소 - SSV: 브록 헤거 - 트럭: 마르틴 마치크                                |
| 4일–12일        | 아이스하키          | 2025 IIHF World Women's U18 Championship                      | 국제 | 틀:Ihw18 |
| 10일–12일       | 스피드스케이팅      | 2025 European Speed Skating Championships                     | 대륙 | 네덜란드 |
| 10일–26일       | 론볼                | 2025 World Indoor Bowls Championship                          | 국제 | - 오픈: 제이슨 뱅크스 - 여자: 줄리 포레스트 |
| 11일            | 포뮬러 자동차 경주  | 2025 Mexico City ePrix (FE #2)                                | 국제 | 올리버 롤랜드 ( 닛산 포뮬러 E 팀) |
| 12일–19일       | 스누커              | 2025 마스터스 (트리플 크라운 #2)                              | 국제 | 숀 머피 |
| 12일–26일       | 테니스              | 2025년 오스트레일리아 오픈                                    | 국제 | - 남자: 야닉 시너 - 여자: 매디슨 키스 |
| 13일–19일       | 카바디              | 2025 Kho Kho World Cup                                        | 국제 | - 남자: 틀:Kk - 여자: 틀:Kkw |
| 13일–23일       | 종합 스포츠         | 2025년 FISU 동계 세계 대학 경기 대회                          | 국제 | 프랑스 |
| 14일–18일       | 스켈레톤            | IBSF 주니어 세계 스켈레톤 선수권 대회 2025                    | 국제 | 독일 |
| 14일–2월 2일    | 핸드볼              | / 2025 World Men's Handball Championship                      | 국제 | 덴마크 |
| 17일–19일       | 루지                | 2025 FIL World Luge Natural Track Championships               | 국제 | 이탈리아 |
| 17일–19일       | 스피드스케이팅      | 2025 European Short Track Speed Skating Championships         | 대륙 | 이탈리아 |
| 18일            | 종합격투기          | UFC 311: 마카체프 vs. 차루키얀 2                              | 국제 | 이슬람 마카체프 |
| 18일–19일       | 루지                | 2025 FIL European Luge Championships                          | 대륙 | 오스트리아 |
| 18일–2월 2일    | 크리켓              | 2025 Under-19 Women's T20 World Cup                           | 국제 | 틀:Crw19 |
| 20일            | 미식축구            | 2025 College Football Playoff National Championship           | 국내 | 오하이오 주립 버카이즈 |
| 22일–25일       | 봅슬레이 & 스켈레톤 | / IBSF Pan American Championships 2025                        | 대륙 | 미국 |
| 22일–26일       | 바이애슬론          | 2025 IBU Junior Open European Championships                   | 대륙 | 폴란드 |
| 23일–26일       | 랠리                | 2025 Monte Carlo Rally (WRC #1)                               | 국제 | - WRC: 세바스티앵 오지에 & 뱅상 랑데 ( 토요타 가주 레이싱 WRT) - WRC-2: 요한 로셀 & 아르노 뒤낭 ( PH 스포츠) - WRC-3: 아르투르 펠라무르주 & 바스티엥 푸제 |
| 23일–2월 16일   | 축구                | 2025 South American U-20 Championship                         | 대륙 | 브라질 |
| 24일–26일       | 카누 슬라럼         | 2025 Oceania Canoe Slalom Championships                       | 대륙 | 오스트레일리아 |
| 28일–2월 2일    | 피겨스케이팅        | 2025 European Figure Skating Championships                    | 대륙 | 이탈리아 |
| 29일–2월 2일    | 바이애슬론          | 2025 IBU Open European Championships                          | 대륙 | 노르웨이 |
| 30일–2월 2일    | 다트                | 2025 PDC World Masters                                        | 국제 | 루크 험프리스 |
| 30일–2월 2일    | 필드하키            | 2025 Men's Junior Oceania Cup 2025 Women's Junior Oceania Cup | 대륙 | - 남자: 틀:Fhu - 여자: 틀:Fhwu |
| 31일–2월 2일    | 사이클로크로스      | 2025 UCI Cyclo-cross World Championships                      | 국제 | - 남자: 마티외 판 데르 푸엘 - 여자: 펨 판 암펠 |
| 31일–3월 15일   | 럭비 유니언         | / 2025 Six Nations Championship                               | 대륙 | 프랑스 |

### 2월
| 날짜         | 스포츠                         | 장소/행사                                                                       | 상태 | 우승자 |
| ------------ | ------------------------------ | ------------------------------------------------------------------------------- | ---- | --- |
| 1일–2일      | 루지                           | 2025 Junior World Luge Championships                                            | 국제 | 독일 |
| 2일          | 미식축구                       | 2025 Pro Bowl Games                                                             | 국내 | 내셔널 풋볼 콘퍼런스 |
| 2일–11일     | 장애인 알파인 스키             | 2025 World Para Alpine Skiing Championships                                     | 국제 | 이탈리아 |
| 3일–9일      | 실내 하키                      | 2025 Men's FIH Indoor Hockey World Cup 2025 Women's FIH Indoor Hockey World Cup | 국제 | - 남자: 틀:Idh - 여자: 틀:Idhw |
| 3일–15일     | 노르딕 스키                    | / 2025 Nordic Junior World Ski Championships                                    | 국제 | 노르웨이 |
| 4일–16일     | 알파인 스키                    | FIS Alpine World Ski Championships 2025                                         | 국제 | 스위스 |
| 6일–8일      | 루지                           | 2025 FIL World Luge Championships                                               | 국제 | 독일 |
| 7일–9일      | 스피드스케이팅                 | 2025 World Junior Speed Skating Championships                                   | 국제 | 오스트리아 |
| 7일–14일     | 종합 스포츠                    | 2025년 동계 아시안 게임                                                         | 대륙 | 중화인민공화국 |
| 7일–16일     | 도로 자전거 경기 장애인 사이클 | 2025 Asian Road Cycling Championships                                           | 대륙 | 카자흐스탄 |
| 9일          | 미식축구                       | 슈퍼볼 LIX                                                                      | 국내 | 필라델피아 이글스 |
| 9일          | 종합격투기                     | UFC 312: 두 플레시스 vs. 스트리클랜드 2                                         | 국제 | 드리커스 두 플레시스 |
| 9일–14일     | 봅슬레이                       | IBSF Para Sport World Championship 2025                                         | 국제 | 코리 맵 |
| 9일–16일     | 종합 스포츠                    | 2025 European Youth Olympic Winter Festival                                     | 대륙 | 이탈리아 |
| 10일–16일    | 배드민턴                       | 2025 African Badminton Championships                                            | 대륙 | 알제리 |
| 10일–16일    | 배드민턴                       | 2025 Oceania Badminton Championships                                            | 대륙 | 오스트레일리아 |
| 10일–16일    | 봅슬레이                       | IBSF 주니어 세계 봅슬레이 선수권 대회 2025                                      | 국제 | 독일 |
| 11일–15일    | 트랙 사이클링                  | 2025 Oceania Track Championships                                                | 대륙 | 뉴질랜드 |
| 11일–16일    | 배드민턴                       | 2025 Badminton Asia Mixed Team Championships                                    | 대륙 | 인도네시아 |
| 12일–14일    | 장애인 노르딕 스키             | 2025 세계 장애인 노르딕 스키 선수권 대회                                        | 국제 | 프랑스 |
| 12일–16일    | 배드민턴                       | 2025 European Mixed Team Badminton Championships                                | 대륙 | 덴마크 |
| 12일–16일    | 트랙 사이클링                  | 2025 UEC European Track Championships                                           | 대륙 | 네덜란드 |
| 12일–20일    | 아이스하키                     | / 2025 4 Nations Face-Off                                                       | 국제 | 캐나다 |
| 12일–23일    | 바이애슬론                     | Biathlon World Championships 2025                                               | 국제 | 프랑스 |
| 12일–3월 1일 | 축구                           | 2025 AFC U-20 Asian Cup                                                         | 대륙 | 오스트레일리아 |
| 13일–16일    | 배드민턴                       | 2025 Pan Am Badminton Championships (팀)                                        | 대륙 | 캐나다 |
| 13일–16일    | 랠리                           | 2025 Rally Sweden (WRC #2)                                                      | 국제 | - WRC: 엘핀 에반스 & 스코트 마틴 ( 토요타 가주 레이싱 WRT) - WRC-2: 올리버 솔베리 & 엘리엇 에드먼슨 ( 프린트스포츠) - WRC-3: 테일러 길 & 다니엘 브르키치 ( FIA 랠리 스타) |
| 14일–15일    | 포뮬러 자동차 경주             | 2025 Jeddah ePrix (FE #3/4)                                                     | 국제 | - 레이스 1: 막시밀리안 귄터 ( DS 펜스케) - 레이스 2: 올리버 롤랜드 ( 닛산 포뮬러 E 팀) |
| 15일–16일    | 루지                           | 2025 FIL America-Pacific Luge Championship 2025 FIL Asian Luge Championship     | 대륙 | 미국 대한민국 |
| 15일–16일    | 탁구                           | 2025 ITTF-Oceania Cup                                                           | 대륙 | - 남자: 니콜라스 럼 - 여자: 류양쯔 |
| 15일–23일    | 조정                           | 2025 World Indoor Rowing Championships                                          | 국제 | 핀란드 |
| 16일         | 스톡카 레이싱                  | 2025 Daytona 500                                                                | 국내 | 윌리엄 바이런 (헨드릭 모터스포츠) |
| 16일         | 농구                           | 2025 NBA 올스타전                                                               | 국내 | 샤크의 OGs |
| 17일–23일    | 궁술                           | 2025 European Indoor Archery Championships                                      | 대륙 | 이탈리아 |
| 18일         | 아이스하키                     | 2025 챔피언스 하키 리그 결승                                                    | 대륙 | ZSC 라이온즈 |
| 19일–23일    | 피겨스케이팅                   | 2025 Four Continents Figure Skating Championships                               | 국제 | 캐나다 |
| 19일–23일    | 탁구                           | 2025 ITTF-ATTU Asian Cup                                                        | 대륙 | - 남자: 왕추친 - 여자: 왕만위 |
| 19일–3월 9일 | 크리켓                         | / 2025 ICC Champions Trophy                                                     | 국제 | 틀:Cr |
| 20일–23일    | 탁구                           | 2025 Europe Top 16 Cup                                                          | 대륙 | - 남자: 알렉시 르브룅 - 여자: 한잉 |
| 20일–27일    | 축구                           | / 2025 Recopa Sudamericana                                                      | 대륙 | 라싱 |
| 21일–23일    | 탁구                           | 2025 ITTF Pan American Cup                                                      | 대륙 | - 남자: 카낙 자 - 여자: 브루나 타카하시 |
| 21일–27일    | 트랙 사이클링                  | 2025 Asian Track Cycling Championships                                          | 대륙 | 일본 |
| 22일         | 경마                           | 2025 Saudi Cup                                                                  | 국제 | - 말: 포에버 영 - 기수: 사카이 류세이 - 조교사: 야하기 요시토 |
| 22일–23일    | 모터사이클 경주                | 2025 WSBK 오스트레일리아 라운드                                                 | 국제 | - R1: 니콜로 불레가 ( 아루바.잇 레이싱 – 두카티) - SR: 니콜로 불레가 ( 아루바.잇 레이싱 – 두카티) - R2: 니콜로 불레가 ( 아루바.잇 레이싱 – 두카티) |
| 22일–23일    | 육상                           | 2025 South American Indoor Championships in Athletics                           | 대륙 | 브라질 |
| 22일–3월 2일 | 비치사커                       | 2025 Copa América of Beach Soccer                                               | 대륙 | 틀:Country data BRA |
| 25일–27일    | 탁구                           | 2025 ITTF African Cup                                                           | 대륙 | - 남자: 오마르 아사르 - 여자: 하나 고다 |
| 25일–3월 1일 | 피겨스케이팅                   | 2025 World Junior Figure Skating Championships                                  | 국제 | 일본 |
| 25일–3월 2일 | 수구                           | 2025 Asian Water Polo Championship                                              | 대륙 | 일본 |
| 25일–3월 6일 | 알파인 스키                    | World Junior Alpine Ski Championships 2025                                      | 국제 | 프랑스 |
| 26일–3월 1일 | 펜싱                           | 2025 Pan American Cadets and Juniors Fencing Championships                      | 대륙 | 미국 |
| 26일–3월 5일 | 바이애슬론                     | Biathlon Junior World Championships 2025                                        | 국제 | 프랑스 |
| 26일–3월 9일 | 노르딕 스키                    | FIS Nordic World Ski Championships 2025                                         | 국제 | 노르웨이 |
| 27일–3월 2일 | 스피드스케이팅                 | 2025 World Junior Short Track Speed Skating Championships                       | 국제 | 대한민국 |
| 27일–3월 2일 | 펜싱                           | 2025 European Cadets and Juniors Fencing Championships                          | 대륙 | - 여자 팀 에페: 우크라이나 - 여자 팀 사브르: 루마니아 - 남자 팀 사브르: 이탈리아 - 남자 팀 에페:틀:나라자료 Great Britain - 남자 팀 플뢰레: 틀:나라자료 Great Britain - 여자 팀 플뢰레: 이탈리아 - 여자 개인 에페: 안나 막심엔코 - 남자 개인 사브르: 틀:나라자료 ANA 파벨 그라우딘 - 여자 개인 사브르: 틀:나라자료 ANA 알렉산드라 미하일로바 - 남자 개인 플뢰레: 틀:나라자료 ANA 알렉산드르 케리크 - 여자 개인 플뢰레: 마틸데 몰리나리 - 남자 개인 에페: 도몬코스 펠레 |
| 28일         | 내구 레이싱                    | 2025 Qatar 1812 km (WEC #1)                                                     | 국제 | - 하이퍼카: 안토니오 푸오코, 미구엘 몰리나 & 니클라스 닐슨 ( 페라리 AF 코르세) - LMGT3: 조니 에드거, 다니엘 훈카델라 & 벤 키팅 ( TF 스포츠) |

### 3월
| 날짜          | 스포츠                   | 장소/행사                                                           | 상태 | 우승자 |
| ------------- | ------------------------ | ------------------------------------------------------------------- | ---- | --- |
| 1일           | 아이스하키               | 2025 NHL Stadium Series                                             | 국내 | 콜럼버스 블루재키츠 |
| 1일–2일       | 루지                     | 2025 FIL Junior European Luge Championships                         | 대륙 | 독일 |
| 1일–7일       | 사격                     | 2025 European Junior Shooting Championships                         | 대륙 | 조지아 |
| 1일–8일       | 컬링                     | 2025 World Wheelchair Curling Championship                          | 국제 | 중국 |
| 1일–16일      | 축구                     | 2025 U-20 Copa Libertadores                                         | 대륙 | 플라멩구 |
| 2일           | 모터사이클 경주          | 2025 Thailand motorcycle Grand Prix (MotoGP #1)                     | 국제 | - MotoGP: 마르크 마르케스 ( 두카티 레노보 팀) - Moto2: 마누엘 곤살레스 ( Liqui Moly Dynavolt Intact GP Moto2) - Moto3: 호세 안토니오 루에다 ( 레드불 KTM 아호)                               |
| 2일           | 마라톤                   | 2025 Tokyo Marathon (WMM #1)                                        | 국제 | - 남자: 타데세 타켈레 - 여자: 수투메 아세파 케베데 |
| 2일–9일       | 스키 산악 등반           | 2025 World Championship of Ski Mountaineering                       | 국제 | 프랑스 |
| 5일–10일      | 패러 스노보드 분류       | 2025 World Para Snowboard Championships                             | 국제 | 중국 |
| 5일–16일      | 테니스                   | 2025 인디언 웰스 오픈                                               | 국제 | - 남자: 잭 드레이퍼 - 여자: 아리나 사발렌카 |
| 6일–9일       | 육상                     | 2025 European Athletics Indoor Championships                        | 대륙 | 네덜란드 |
| 6일–16일      | 봅슬레이 스켈레톤        | IBSF World Championships 2025                                       | 국제 | 독일 |
| 7일–8일       | 모터스포츠               | 2025 Race of Champions                                              | 국제 | 세바스티앵 뢰브 |
| 7일–8일       | 싱크로나이즈드 스케이팅  | 2025 World Junior Synchronized Skating Championships                | 국제 | 팀스 엘리트 |
| 7일–13일      | 사격                     | 2025 European 10 m Events Championships                             | 대륙 | 체코 |
| 7일–9월 27일  | 오스트레일리안 풋볼      | 2025 AFL season                                                     | 국내 | |
| 8일           | 종합격투기               | UFC 313: 페레이라 vs. 안칼라예프                                    | 국제 | 마고메드 안칼라예프 |
| 8일–14일      | 레슬링                   | 2025 European U23 Wrestling Championships                           | 대륙 | 세계 레슬링 연합 |
| 8일–15일      | 종합 스포츠              | 2025년 동계 스페셜 올림픽                                           | 국제 | |
| 9일–16일      | 아마추어 복싱            | 2025 IBA Women's World Boxing Championships                         | 국제 | 러시아 |
| 11일–16일     | 비치사커                 | 2025 CONCACAF Beach Soccer Championship                             | 대륙 | 틀:Country data SLV |
| 11일–16일     | 핸드볼                   | 2025 IHF Emerging Nations Championship                              | 국제 | 영국 |
| 11일–16일     | 휠체어 컬링              | 2025 World Wheelchair Mixed Doubles Curling Championship            | 국제 | 일본 |
| 13일–16일     | 골프                     | 2025 Players Championship                                           | 국제 | 로리 매킬로이 |
| 13일–16일     | 스피드스케이팅           | 2025 World Single Distances Speed Skating Championships             | 국제 | 네덜란드 |
| 14일–16일     | 스피드스케이팅           | 2025년 세계 쇼트트랙 선수권 대회                                    | 국제 | 캐나다 |
| 15일–16일     | 육상                     | 2025 European Throwing Cup                                          | 대륙 | 독일 |
| 15일–16일     | 트라이애슬론             | 2025 Oceania Triathlon Championships                                | 대륙 | 오스트레일리아 |
| 15일–23일     | 컬링                     | 2025 World Women's Curling Championship                             | 국제 | 캐나다 |
| 16일          | 육상                     | 2025 Asian Race Walking Championships                               | 대륙 | |
| 16일          | 포뮬러 자동차 경주       | 2025년 오스트레일리아 그랑프리 (F1 #1)                              | 국제 | 랜도 노리스 ( 맥라렌-메르세데스) |
| 16일          | 모터사이클 경주          | 2025 Argentine motorcycle Grand Prix (MotoGP #2)                    | 국제 | - MotoGP: 마르크 마르케스 ( 두카티 레노보 팀) - Moto2: 제이크 딕슨 ( 엘프 마르크 VDS 레이싱 팀) - Moto3: 앙헬 피케라스 ( 프린사 – MT 헬멧 – MSi)                                             |
| 17일–23일     | 카바디                   | 2025 카바디 월드컵                                                  | 국제 | 남자: 인도 · 여자: 틀:Kdw |
| 18일–19일     | 스피드 스키              | 2025 FIS Speed Ski World Championships                              | 국제 | 시몽 빌리 |
| 18일–30일     | 프리스타일 스키 스노보드 | FIS Freestyle Ski and Snowboarding World Championships 2025         | 국제 | 스위스 |
| 18일–30일     | 테니스                   | 2025 마이애미 오픈                                                  | 국제 | - 남자: 야쿱 멘식 - 여자: 아리나 사발렌카 |
| 18일–4월 7일  | 농구                     | 2025 NCAA Division I men's basketball tournament                    | 국내 | 플로리다 게이터스 |
| 18일–9월 28일 | 야구                     | 2025년 메이저 리그 베이스볼 시즌                                    | 국내 | |
| 19일–23일     | 텔레마크 스키            | 2025 Telemark World Championships                                   | 국제 | 노르웨이 |
| 19일–4월 6일  | 농구                     | 2025 NCAA Division I women's basketball tournament                  | 국내 | 유콘 허스키스 |
| 20일–22일     | 레슬링                   | 2025 Oceania Wrestling Championships                                | 대륙 | 아메리칸사모아 |
| 20일–23일     | 축구                     | 2025 CONCACAF Nations League Finals                                 | 대륙 | 멕시코 |
| 20일–23일     | 랠리                     | 2025 Safari Rally (WRC #3)                                          | 국제 | - WRC: 엘핀 에반스 & 스코트 마틴 ( 토요타 가주 레이싱 WRT) - WRC-2: 거스 그린스미스 & 요나스 안데르손 - WRC-3: 니킬 사차니아 & 딥 파텔                                                       |
| 20일–25일     | 세팍타크로               | 2025 ISTAF World Cup                                                | 대륙 | 태국 |
| 20일–30일     | 비치사커                 | 2025 AFC Beach Soccer Asian Cup                                     | 대륙 | 틀:Country data IRN |
| 21일–23일     | 육상                     | 2025년 세계 육상 실내 선수권 대회                                   | 국제 | 미국 |
| 21일–23일     | 카누 슬라럼              | 2025 Pan American Canoe Slalom Championships                        | 대륙 | 미국 |
| 22일          | 도로 자전거 경기         | 2025 Milan–San Remo (모뉴먼트 #1) 2025 Milan–San Remo Women         | 국제 | - 남자: 마티외 판 데르 푸엘 ( 틀:UCI team code) - 여자: 로레나 위베스 ( 틀:UCI team code) |
| 22일–30일     | 풋살                     | 2025 Copa América de Futsal Femenina                                | 대륙 | 틀:Fsw |
| 22일–5월 25일 | 크리켓                   | 2025 Indian Premier League                                          | 국내 | 로열 챌린저 방갈로르 |
| 22일–4월 27일 | 럭비 유니언              | / 2025 Women's Six Nations Championship                             | 대륙 | 틀:Ruw |
| 23일          | 포뮬러 자동차 경주       | 2025 Chinese Grand Prix (F1 #2)                                     | 국제 | 오스카 피아스트리 ( 맥라렌-메르세데스) |
| 23일–30일     | 육상                     | 2025 World Masters Athletics Indoor Championships                   | 국제 | |
| 25일–30일     | 밴디                     | 2025 Bandy World Championship 2025 Women's Bandy World Championship | 국제 | - 남자: 틀:Bandy - 여자: 틀:BandyW |
| 25일–30일     | 피겨스케이팅             | 2025년 세계 피겨스케이팅 선수권 대회                                | 국제 | 미국 |
| 25일–30일     | 레슬링                   | 2025 Asian Wrestling Championships                                  | 대륙 | 이란 |
| 26일–30일     | 3x3 농구                 | 2025 FIBA 3x3 Asia Cup                                              | 대륙 | - 남자: 오스트레일리아 - 여자: 틀:3x3w |
| 27일–4월 12일 | 축구                     | 2025 South American U-17 Championship                               | 대륙 | 브라질 |
| 29일–30일     | 모터사이클 경주          | 2025 WSBK 포르투갈 라운드                                           | 국제 | - R1: 토프라크 라즈가틀리올루 ( ROKiT BMW 모터라드 월드SBK 팀) - SR: 토프라크 라즈가틀리올루 ( ROKiT BMW 모터라드 월드SBK 팀) - R2: 토프라크 라즈가틀리올루 ( ROKiT BMW 모터라드 월드SBK 팀) |
| 29일–4월 6일  | 컬링                     | 2025 World Men's Curling Championship                               | 국제 | 틀:나라자료 Scotland |
| 30일          | 모터사이클 경주          | 2025 Motorcycle Grand Prix of the Americas (MotoGP #3)              | 국제 | - MotoGP: 프란체스코 바냐이아 ( 두카티 레노보 팀) - Moto2: 제이크 딕슨 ( 엘프 마르크 VDS 레이싱 팀) - Moto3: 호세 안토니오 루에다 ( 레드불 KTM 아호)                                         |
| 30일–4월 19일 | 축구                     | 2025 U-17 Africa Cup of Nations                                     | 대륙 | 모로코 |

### 4월
| 날짜          | 스포츠                  | 장소/행사                                                                 | 상태 | 우승자 |
| ------------- | ----------------------- | ------------------------------------------------------------------------- | ---- | --- |
| 1일–6일       | 트랙 사이클링           | 2025 팬아메리칸 트랙 선수권 대회                                          | 대륙 | 미국 |
| 2일–6일       | 승마                    | 2025 FEI 월드컵 결승전 (장애물 비월 및 마장 마술)                         | 국제 | - 마장 마술: 샬럿 프라이 - 장애물 비월: 줄리앙 에파이야르 |
| 3일–20일      | 축구                    | 2025년 AFC U-17 아시안컵                                                  | 대륙 | 우즈베키스탄 |
| 3일–23일      | 체스                    | Women's World Chess Championship 2025                                     | 국제 | 주원쥔 |
| 4일–5일       | 싱크로나이즈드 스케이팅 | 2025 World Synchronized Skating Championships                             | 국제 | 헬싱키 로케츠 |
| 5일           | 경마                    | 2025 Dubai World Cup                                                      | 국제 | - 말: 히트 쇼 - 기수: 플로렌트 게루 - 조교사: 브래드 H. 콕스 |
| 5일           | 경마                    | 2025 Grand National                                                       | 국제 | - 말: 닉 로켓 - 기수: 패트릭 멀린스 - 조교사: 윌리 멀린스 |
| 5일–6일       | 트라이애슬론            | 2025 African Triathlon Championships                                      | 대륙 | 남자: 자와드 압델물라 여자: 샤네 윌리엄스 혼성 계주: 남아프리카 공화국 |
| 6일           | 도로 자전거 경기        | 2025 투르 드 플랑드르 (모뉴먼트 #2) 2025 Tour of Flanders for Women       | 국제 | - 남자: 타데이 포가차르 ( 틀:UCI team code) - 여자: 로테 코페키 ( 틀:UCI team code)                                                                                            |
| 6일           | 포뮬러 자동차 경주      | 2025 Japanese Grand Prix (F1 #3)                                          | 국제 | 막스 페르스타펀 ( 레드불 레이싱-혼다 RBPT) |
| 6일–13일      | 테니스                  | 2025 Monte-Carlo Masters                                                  | 국제 | 카를로스 알카라스 |
| 7일–12일      | 핸드볼                  | 2025 Nor.Ca. Women's Handball Championship                                | 대륙 | 쿠바 |
| 7일–13일      | 레슬링                  | 2025 European Wrestling Championships                                     | 대륙 | 아제르바이잔 |
| 7일–15일      | 펜싱                    | 2025 Junior and Cadet Fencing World Championships                         | 국제 | 미국 |
| 8일–13일      | 배드민턴                | 2025 Badminton Asia Championships                                         | 대륙 | 중국 |
| 8일–13일      | 배드민턴                | 2025 European Badminton Championships                                     | 대륙 | 프랑스 |
| 8일–13일      | 야구                    | 2025 Baseball Champions League Americas                                   | 대륙 | 디아블로스 로호스 델 멕시코 |
| 9일–13일      | 배드민턴                | 2025 Pan Am Badminton Championships                                       | 대륙 | 캐나다 |
| 9일–20일      | 아이스하키              | 2025 IIHF Women's World Championship                                      | 국제 | 틀:Ihw |
| 10일–12일     | 레슬링                  | 2025 U23 Pan American Wrestling Championships                             | 대륙 | 미국 |
| 10일–13일     | 골프                    | 2025 마스터스 토너먼트                                                    | 국제 | 로리 매킬로이 |
| 11일–13일     | 내구 레이싱             | 2025 GT World Challenge Asia (말레이시아 라운드 #1)                       | 국제 | - R1: 레오 예 홍리 & 위안 보 ( 오리진 모터스포츠) - R2: 프린스 제프리 이브라힘 & 알렉산더 심스 ( 조호르 모터스포츠 레이싱 JMR)                                                 |
| 12일          | 축구                    | 2025 OFC Men's Champions League final                                     | 대륙 | 오클랜드 시티 |
| 12일          | 포뮬러 자동차 경주      | 2025 Miami ePrix (FE #5)                                                  | 국제 | 파스칼 베를라인 ( TAG 호이어 포르쉐 포뮬러 E 팀) |
| 12일          | 종합격투기              | UFC 314: 볼카노프스키 vs. 로페스                                          | 국제 | 알렉산더 볼카노프스키 |
| 12일          | 도로 자전거 경기        | 2025 Paris–Roubaix Femmes                                                 | 국제 | 폴린 페랑프레보 ( 틀:UCI team code) |
| 12일–13일     | 육상                    | 2025 European Running Championships                                       | 대륙 | 프랑스 |
| 12일–21일     | 컬링                    | 2025 World Junior Curling Championships                                   | 국제 | - 남자: 이탈리아 - 여자: 대한민국 |
| 12일–13일     | 모터사이클 경주         | 2025 WSBK 네덜란드 라운드                                                 | 국제 | - R1: 니콜로 불레가 ( 아루바.잇 레이싱 – 두카티) - SR: 토프라크 라즈가틀리올루 ( ROKiT BMW 모터라드 월드SBK 팀) - R2: 토프라크 라즈가틀리올루 ( ROKiT BMW 모터라드 월드SBK 팀) |
| 13일          | 포뮬러 자동차 경주      | 2025 Bahrain Grand Prix (F1 #4)                                           | 국제 | 오스카 피아스트리 ( 맥라렌-메르세데스) |
| 13일          | 모터사이클 경주         | 2025 Qatar motorcycle Grand Prix (MotoGP #4)                              | 국제 | - MotoGP: 마르크 마르케스 ( 두카티 레노보 팀) - Moto2: 아론 카네트 ( 판틱 레이싱 리노 소네고) - Moto3: 앙헬 피케라스 ( 프린사 – MT 헬멧 – MSi)                                 |
| 13일          | 도로 자전거 경기        | 2025 Paris–Roubaix (모뉴먼트 #3)                                          | 국제 | 마티외 판 데르 푸엘 ( 틀:UCI team code) |
| 13일–21일     | 역도                    | 2025 European Weightlifting Championships                                 | 대륙 | 튀르키예 |
| 15일–18일     | 육상                    | 2025 Asian U18 Athletics Championships                                    | 대륙 | 중국 |
| 16일–20일     | 아크로바틱 체조         | 2025 Acrobatic Gymnastics European Championships                          | 대륙 | 이스라엘 |
| 16일–21일     | 필드하키                | 2025 Women's Euro Hockey League                                           | 대륙 | 덴 보스 |
| 17일–20일     | 피겨스케이팅            | 2025 ISU World Team Trophy in Figure Skating                              | 국제 | 미국 |
| 17일–21일     | 필드하키                | 2025 남자 유로 하키 리그                                                  | 대륙 | 간트와 |
| 18일–25일     | 필드하키                | 2024 Men's Hockey Junior Africa Cup 2024 Women's Hockey Junior Africa Cup | 대륙 | - 남자: 틀:Fhu - 여자: 틀:Fhwu |
| 19일–5월 5일  | 스누커                  | 틀:나라자료 England 2025 World Snooker Championship                       | 국제 | 스크립트 오류: "flag" 모듈이 없습니다. 자오 신퉁 |
| 20일          | 내구 레이싱             | 2025 6 Hours of Imola (WEC #2)                                            | 국제 | - 하이퍼카: 제임스 칼라도, 안토니오 지오비나치 & 알레산드로 피에르 구이디 ( 페라리 AF 코르세) - LMGT3: 라이언 하드윅, 리처드 리츠 & 리카르도 페라 ( 만세이 1st 포름)           |
| 20일          | 포뮬러 자동차 경주      | 2025 Saudi Arabian Grand Prix (F1 #5)                                     | 국제 | 오스카 피아스트리 ( 맥라렌-메르세데스) |
| 20일–26일     | 론볼                    | 2025 World Bowls Indoor Championships                                     | 국제 | - 남자: 잭 맥셰인 - 여자: 소피 맥그루터 |
| 20일–27일     | 배구                    | 2025 AVC Women's Volleyball Champions League                              | 대륙 | 제티수 |
| 20일–28일     | 역도                    | 2025 African Weightlifting Championships                                  | 대륙 | 튀니지 |
| 21일          | 마라톤                  | 2025 Boston Marathon (WMM #2)                                             | 국제 | - 남자: 존 코리르 - 여자: 샤론 로케디 |
| 21일–27일     | 휠체어 럭비             | 2025 IWRF European Championships                                          | 대륙 | 틀:Whr |
| 22일–27일     | 도로 자전거 경기        | 2025 Pan American Road Championships                                      | 대륙 | 콜롬비아 |
| 22일–30일     | 풋살                    | 2025 Women's Futsal Africa Cup of Nations                                 | 대륙 | 틀:Fsw |
| 22일–5월 4일  | 테니스                  | 2025 마드리드 오픈                                                        | 국제 | - 남자: 카스페르 루드 - 여자: 아리나 사발렌카 |
| 23일–27일     | 유도                    | 2025 European Judo Championships                                          | 대륙 | 프랑스 |
| 23일–5월 3일  | 아이스하키              | 2025 IIHF World U18 Championships                                         | 국제 | 틀:Ih18 |
| 24일–26일     | 미식축구                | 2025 NFL 드래프트                                                         | 국내 | 캠 워드 ( 마이애미 (FL)) |
| 24일–27일     | 골프                    | 2025 Chevron Championship                                                 | 국제 | 사이구 마오 |
| 24일–27일     | 랠리                    | 2025 Rally Islas Canarias (WRC #4)                                        | 국제 | - WRC: 칼레 로반페래 & 요네 할투넨 ( 토요타 가주 레이싱 WRT) - WRC-2: 요한 로셀 & 아르노 뒤낭 ( PH 스포츠) - WRC-3: 마테오 샤티옹 & 막상스 코르누오                            |
| 25일–27일     | 모터사이클 경주         | 2025 ARRC 태국 라운드                                                     | 국제 | - R1: 나카린 아티라푸와팟 ( 혼다 레이싱 태국) - R2: 나카린 아티라푸와팟 ( 혼다 레이싱 태국)                                                                                    |
| 25일–27일     | 육상                    | 2025 South American Championships in Athletics                            | 대륙 | 브라질 |
| 25일–27일     | 유도                    | 2025 Pan American-Oceania Judo Championships                              | 대륙 | 브라질 |
| 25일–27일     | 유도                    | 2025 Asian Judo Championships                                             | 대륙 | 일본 |
| 25일–28일     | 유도                    | 2025 African Judo Championships                                           | 대륙 | 이집트 |
| 26일–5월 3일  | 컬링                    | 2025 World Mixed Doubles Curling Championship                             | 국제 | 이탈리아 |
| 27일          | 마라톤                  | 2025 London Marathon (WMM #3)                                             | 국제 | - 남자: 세바스티안 사위 - 여자: 티그스트 아세파 |
| 27일          | 도로 자전거 경기        | 2025 Liège–Bastogne–Liège (모뉴먼트 #4) 2025 Liège–Bastogne–Liège Femmes  | 국제 | - 남자: 타데이 포가차르 ( 틀:UCI team code) - 여자: 킴벌리 르 코트 ( 틀:UCI team code)                                                                                         |
| 27일          | 모터사이클 경주         | 2025 Spanish motorcycle Grand Prix (MotoGP #5)                            | 국제 | - MotoGP: 알렉스 마르케스 ( BK8 그레시니 레이싱 MotoGP) - Moto2: 마누엘 곤살레스 ( Liqui Moly Dynavolt Intact GP Moto2) - Moto3: 호세 안토니오 루에다 ( 레드불 KTM 아호)       |
| 27일–5월 4일  | 배드민턴                | 2025 Sudirman Cup                                                         | 국제 | 중화인민공화국 |
| 30일–5월 5일  | 역도                    | 2025 World Youth and Junior Weightlifting Championships                   | 국제 | - 청소년: 필리핀 - 주니어: 중국 |
| 27일–5월 18일 | 축구                    | 2025 U-20 Africa Cup of Nations                                           | 대륙 | 남아프리카 공화국 |
| 28일–5월 4일  | 풋살                    | 2025 CONCACAF W Futsal Championship                                       | 대륙 | 틀:Fsw |
| 29일–5월 4일  | 플로어볼                | 2025 Men's U-19 World Floorball Championships                             | 국제 | 틀:Fl19 |
| 29일–5월 4일  | 레슬링                  | 2025 African Wrestling Championships                                      | 대륙 | 이집트 |
| 30일–5월 24일 | 축구                    | 2025 South American U-17 Women's Championship                             | 대륙 | 파라과이 |

### 5월
| 날짜         | 스포츠             | 장소/행사                                                                                | 상태 | 우승자 |
| ------------ | ------------------ | ---------------------------------------------------------------------------------------- | ---- | --- |
| 1일–11일     | 비치사커           | 2025 FIFA Beach Soccer World Cup                                                         | 국제 | 틀:Country data BRA |
| 1일–11일     | 럭비 유니언        | 2025 U20 Rugby Championship                                                              | 국제 | 틀:Ruu |
| 2일–3일      | 리듬 체조          | 2025 African Rhythmic Gymnastics Championships                                           | 대륙 | 이집트 |
| 2일–4일      | 풋살               | 2025 UEFA 풋살 챔피언스 리그 결승 토너먼트                                               | 대륙 | 팔마 풋살 |
| 3일          | 축구               | 2025 AFC 챔피언스리그 엘리트 결승전                                                      | 대륙 | 알아흘리 |
| 3일          | 경마               | 켄터키 더비 (트리플 크라운 #1)                                                           | 국제 | - 말: 소버린티 - 기수: 주니어 알바라도 - 조교사: 빌 모트 |
| 3일–4일      | 모터사이클 경주    | 2025 WSBK 이탈리아 라운드                                                                | 국제 | - R1: 니콜로 불레가 ( 아루바.잇 레이싱 - 두카티) - SR: 니콜로 불레가 ( 아루바.잇 레이싱 - 두카티) - R2: 니콜로 불레가 ( 아루바.잇 레이싱 - 두카티)                             |
| 3일–4일      | 포뮬러 자동차 경주 | 2025 Monaco ePrix (FE #6/7)                                                              | 국제 | - 레이스 1: 올리버 롤랜드 ( 닛산 포뮬러 E 팀) - 레이스 2: 세바스티앵 부에미 ( 인비전 레이싱)                                                                                   |
| 3일–4일      | 배구               | 2025 CEV 여자 챔피언스 리그 파이널 포                                                    | 대륙 | A. 카라로 이모코 코넬리아노 |
| 4일          | 포뮬러 자동차 경주 | 2025년 마이애미 그랑프리 (F1 #6)                                                         | 국제 | 오스카 피아스트리 ( 맥라렌-메르세데스) |
| 4일–10일     | 도로 자전거 경기   | 2025 La Vuelta Femenina                                                                  | 국제 | 데미 볼레링 ( FDJ–수아즈) |
| 4일–17일     | 축구               | 2025 UEFA Women's Under-17 Championship                                                  | 대륙 | 네덜란드 |
| 6일–11일     | 컬링               | 2025 World Junior Mixed Doubles Curling Championship                                     | 국제 | 이탈리아 |
| 6일–15일     | 비치핸드볼         | 2025 Asian Beach Handball Championship                                                   | 대륙 | - 남자: 틀:Bhm - 여자: 틀:Bhw |
| 6일–17일     | 풋살               | 2025 AFC Women's Futsal Asian Cup                                                        | 대륙 | 틀:Fsw |
| 6일–18일     | 테니스             | 2025 Italian Open                                                                        | 국제 | - 남자: 카를로스 알카라스 - 여자: 자스민 파올리니 |
| 7일–11일     | 탁구               | 스크립트 오류: "flag" 모듈이 없습니다. 2025 European Under-21 Table Tennis Championships | 대륙 | 루마니아 |
| 7일–11일     | 공수도             | 2025 European Karate Championships                                                       | 대륙 | 독일 |
| 8일–11일     | 레슬링             | 2025 Pan American Wrestling Championships                                                | 대륙 | 미국 |
| 9일–11일     | 내구 레이싱        | 2025 GT World Challenge Asia (인도네시아 라운드 #2)                                      | 국제 | - R1: 레오 예 홍리 & 위안 보 ( No. 87 오리진 모터스포츠) - R2: 루 웨이 & 알레시오 피카리엘로 ( No. 4 오리진 모터스포츠)                                                        |
| 9일–11일     | 농구               | 2025 Basketball Champions League Final Four                                              | 대륙 | 우니카하 |
| 9일–15일     | 역도               | 2025 Asian Weightlifting Championships                                                   | 대륙 | 중국 |
| 9일–18일     | 스쿼시             | 2025 Men's World Squash Championship 2025 Women's World Squash Championship              | 국제 | - 남자: 모스타파 아살 - 여자: 누르 엘 셰르비니 |
| 9일–25일     | 아이스하키         | / 2025 IIHF World Championship                                                           | 국제 | 미국 |
| 9일–6월 1일  | 도로 자전거 경기   | 2025 Giro d'Italia                                                                       | 국제 | 시몬 예이츠 ( 틀:UCI team code) |
| 10일         | 내구 레이싱        | 2025 6 Hours of Spa-Francorchamps (WEC #3)                                               | 국제 | - 하이퍼카: 제임스 칼라도, 안토니오 지오비나치 & 알레산드로 피에르 구이디 ( 페라리 AF 코르세) - LMGT3: 프랑수아 에리오, 시몬 만 & 알레시오 로베라 ( 비스타 AF 코르세)          |
| 10일         | 종합격투기         | UFC 315: 무하마드 vs. 델라 마달레나                                                      | 국제 | 잭 델라 마달레나 |
| 10일–11일    | 육상               | 2025 World Athletics Relays                                                              | 국제 | 남아프리카 공화국 |
| 10일–17일    | 세일링             | 2025 ILCA 7 남자 세계 선수권 대회                                                        | 국제 | 빌렘 위어세마 |
| 10일–17일    | 세일링             | 2025 ILCA 6 여자 세계 선수권 대회                                                        | 국제 | 루이즈 세르베라 |
| 11일         | 모터사이클 경주    | 2025 French motorcycle Grand Prix (MotoGP #6)                                            | 국제 | - MotoGP: 요한 자르코 ( 캐스트롤 혼다 LCR) - Moto2: 마누엘 곤살레스 ( Liqui Moly Dynavolt Intact GP) - Moto3: 호세 안토니오 루에다 ( 레드불 KTM 아호)                          |
| 11일–18일    | 배구               | 2025 AVC Men's Volleyball Champions League                                               | 대륙 | 알 라이얀 |
| 13일–25일    | 수상 스포츠        | 2025 PanAm Aquatics Championships                                                        | 대륙 | 캐나다 |
| 13일–15일    | 장애인 유도        | 2025 IBSA Judo World Championships                                                       | 국제 | 브라질 |
| 15일–18일    | 카누 슬라럼        | 2025 European Canoe Slalom Championships                                                 | 대륙 | 체코 |
| 15일–18일    | 골프               | 2025 PGA Championship                                                                    | 국제 | 스코티 셰플러 |
| 15일–18일    | 랠리               | 2025 Rally de Portugal (WRC #5)                                                          | 국제 | - WRC: 세바스티앵 오지에 & 뱅상 랑데 ( 토요타 가주 레이싱 WRT) - WRC-2: 올리버 솔베리 & 엘리엇 에드먼슨 ( 프린트스포츠) - WRC-3: 테일러 길 & 다니엘 브르키치)                  |
| 15일–18일    | 오리엔티어링       | 2025 European MTB Orienteering Championships                                             | 대륙 | 덴마크 |
| 15일–25일    | 럭비 유니언        | 2025 Asia Rugby Women's Championship                                                     | 대륙 | 틀:Ruw |
| 16일–18일    | 리듬 체조          | 2025 Asian Rhythmic Gymnastics Championships                                             | 대륙 | 우즈베키스탄 |
| 16일–18일    | 배구               | 2025 CEV 챔피언스 리그 파이널 포                                                         | 대륙 | 시르 시코마 모니니 페루자 |
| 17일         | 경마               | 프리크니스 스테이크스 (트리플 크라운 #2)                                                 | 국내 | - 말: 저널리즘 - 기수: 움베르토 리스폴리 - 조교사: 마이클 W. 매카시 |
| 17일–18일    | 포뮬러 자동차 경주 | 2025 Tokyo ePrix (FE #8/9)                                                               | 국제 | - 레이스 1: 스토펠 반두른 ( 마세라티 MSG 레이싱) - 레이스 2: 올리버 롤랜드 ( 닛산 포뮬러 E 팀)                                                                                 |
| 17일–18일    | 모터사이클 경주    | 2025 WSBK 체코 라운드                                                                    | 국제 | - R1: 토프라크 라즈가틀리올루 ( ROKiT BMW 모터라드 월드SBK 팀) - SR: 토프라크 라즈가틀리올루 ( ROKiT BMW 모터라드 월드SBK 팀) - R2: 니콜로 불레가 ( 아루바.잇 레이싱 - 두카티) |
| 17일–25일    | 축구               | / 2025 CAF Confederation Cup final                                                       | 대륙 | RS 베르카네 |
| 17일–25일    | 탁구               | 2025 World Table Tennis Championships                                                    | 국제 | - 남자: 왕추친 - 여자: 쑨잉사 |
| 18일         | 육상               | 2025 European Race Walking Team Championships                                            | 대륙 | 이탈리아 |
| 18일         | 포뮬러 자동차 경주 | 2025 Emilia Romagna Grand Prix (F1 #7)                                                   | 국제 | 막스 페르스타펀 ( 레드불 레이싱-혼다 RBPT) |
| 19일–6월 1일 | 축구               | 2025 UEFA European Under-17 Championship                                                 | 대륙 | 포르투갈 |
| 20일–27일    | 스누커             | 2025 World Women's Snooker Championship                                                  | 국제 | 바이 위루 |
| 21일         | 축구               | 2025 UEFA 유로파리그 결승전                                                              | 대륙 | 토트넘 홋스퍼 |
| 21일–6월 1일 | 미니 풋볼          | 2025 WMF World Cup                                                                       | 국제 | 틀:Mf |
| 22일–28일    | 다이빙             | 2025 European Diving Championships                                                       | 대륙 | 우크라이나 |
| 23일–25일    | 농구               | 2025 EuroLeague Final Four                                                               | 대륙 | 틀:Bkaicon 페네르바흐체 베코 |
| 23일–25일    | 공수도             | 2025 Asian Karate Championships                                                          | 대륙 | 카자흐스탄 |
| 24일         | 축구               | 2025 AFC Women's Champions League final                                                  | 대륙 | 우한 장다 |
| 24일         | 축구               | 2025 CONCACAF W Champions Cup final                                                      | 대륙 | 고섬 FC |
| 24일         | 축구               | 2025 UEFA Women's Champions League final                                                 | 대륙 | 아스널 |
| 24일         | 육상               | 2025 European 10,000m Cup                                                                | 대륙 | 남자: 에프렘 기데이 여자: 야나 판 렌트 |
| 24일         | 럭비 유니언        | 2025 European Rugby Champions Cup final                                                  | 대륙 | 보르도 베글 |
| 24일–25일    | 조정               | 2025 European Rowing U19 Championships                                                   | 대륙 | 이탈리아 |
| 24일–31일    | 파라 아이스하키    | 2025 World Para Ice Hockey Championships                                                 | 국제 | 틀:Ish |
| 24일–6월 1일 | 축구               | / 2025 CAF Champions League final                                                        | 대륙 | 피라미즈 |
| 25일         | 포뮬러 자동차 경주 | 2025년 모나코 그랑프리 (F1 #8)                                                           | 국제 | 랜도 노리스 ( 맥라렌-메르세데스) |
| 25일         | 모터사이클 경주    | 2025 British motorcycle Grand Prix (MotoGP #7)                                           | 국제 | - MotoGP: 마르코 베제키 ( 아프릴리아 레이싱) - Moto2: 세나 아기우스 ( Liqui Moly Dynavolt Intact GP) - Moto3: 호세 안토니오 루에다 ( 레드불 KTM 아호)                          |
| 25일–6월 1일 | 풋살               | 2025 Copa Libertadores de Futsal                                                         | 대륙 | 페냐롤 |
| 25일–6월 7일 | 테니스             | 2025년 프랑스 오픈                                                                       | 국제 | - 남자: 카를로스 알카라스 - 여자: 코코 고프 |
| 27일–31일    | 종합 스포츠        | 2025 Games of the Small States of Europe                                                 | 대륙 | 키프로스 |
| 26일–31일    | 기계 체조          | 2025 European Artistic Gymnastics Championships                                          | 대륙 | 독일 |
| 27일–31일    | 육상               | 2025 Asian Athletics Championships                                                       | 대륙 | 중국 |
| 28일         | 축구               | 2025 UEFA 컨퍼런스리그 결승전                                                            | 대륙 | 첼시 |
| 28일–31일    | 오픈워터스위밍     | 2025 European Open Water Swimming Championships                                          | 대륙 | 헝가리 |
| 28일–6월 7일 | 나인핀 볼링        | 2025 World Team Ninepin Bowling Classic Championships                                    | 국제 | - 남자: 세르비아 - 여자: 크로아티아 |
| 29일–6월 1일 | 골프               | 2025 U.S. Women's Open                                                                   | 국제 | 마야 스타크 |
| 29일–6월 1일 | 조정               | 2025 European Rowing Championships                                                       | 대륙 | 틀:나라자료 Great Britain |
| 29일–6월 8일 | 축구               | 2025 CONCACAF Women's U-20 Championship                                                  | 대륙 | 캐나다 |
| 30일–6월 1일 | 리듬 체조          | 2025 Pan American Rhythmic Gymnastics Championships                                      | 대륙 | 미국 |
| 30일–6월 1일 | 내구 레이싱        | 2025 GT World Challenge Asia (태국 라운드 #3)                                            | 국제 | - R1: 레오 예 홍리 & 위안 보 ( 오리진 모터스포츠) - R2: |
| 31일         | 축구               | 2025 UEFA 챔피언스리그 결승전                                                            | 대륙 | 파리 생제르맹 |
| 31일–6월 1일 | 포뮬러 자동차 경주 | 2025 Shanghai ePrix (FE #10/11)                                                          | 국제 | - 레이스 1: 막시밀리안 귄터 ( DS 펜스케) - 레이스 2: 닉 캐시디 ( 재규어 TCS 레이싱)                                                                                            |
| 31일–6월 1일 | 핸드볼             | 2025 여자 EHF 챔피언스 리그 파이널 포                                                    | 대륙 | 죄리 아우디 ETO KC |
| 31일–6월 1일 | 모터사이클 경주    | 2025 ARRC 태국 라운드                                                                    | 국제 | - R1: 아즈로이 아누아르 ( 이데미츠 혼다 레이싱 말레이시아) - R2: 아즈로이 아누아르 ( 이데미츠 혼다 레이싱 말레이시아)                                                          |

### 6월
| 날짜          | 스포츠             | 장소/행사                                                             | 상태 | 우승자 |
| ------------- | ------------------ | --------------------------------------------------------------------- | ---- | --- |
| 1일           | 축구               | 2025 CONCACAF Champions Cup final                                     | 대륙 | 크루스 아술 |
| 1일           | 포뮬러 자동차 경주 | 2025 Spanish Grand Prix (F1 #9)                                       | 국제 | 오스카 피아스트리 ( 맥라렌-메르세데스) |
| 1일           | 트라이애슬론       | 2025 Americas Triathlon Championships                                 | 대륙 | - 남자: 디에고 모야 - 여자: 제니퍼 아르놀드 |
| 1일–14일      | 7인제 축구         | 2025 Kings World Cup Clubs                                            | 국제 | 로스 트롱코스 FC |
| 2일–5일       | 아티스틱 스위밍    | 2025 European Artistic Swimming Championships                         | 대륙 | 스페인 |
| 2일–8일       | 농구               | 2025 FIBA U16 AmeriCup                                                | 대륙 | 틀:Bku |
| 4일–8일       | 축구               | 2025년 UEFA 네이션스리그 결선 토너먼트                                | 대륙 | 포르투갈 |
| 4일–8일       | 리듬 체조          | 2025 Rhythmic Gymnastics European Championships                       | 대륙 | 우크라이나 |
| 4일–8일       | 급류 카누          | 2025 European Wildwater Championships                                 | 대륙 | 프랑스 |
| 5일–8일       | 체조               | 2025 Asian Men's Artistic Gymnastics Championships                    | 대륙 | 일본 |
| 5일–8일       | 랠리               | 2025 Rally Italia Sardegna (WRC #6)                                   | 국제 | - WRC: 세바스티앵 오지에 & 뱅상 랑데 ( 토요타 가주 레이싱 WRT) - WRC-2: 로베르토 다프라 & 루카 구글리엘메티) - WRC-3: 마테오 폰타나 & 알레산드로 아르나볼디)                                 |
| 6일–14일      | 럭비 유니언        | 2025 Oceania Rugby Women's Championship                               | 대륙 | 틀:나라자료 Fiji 피지 |
| 7일           | 경마               | 2025 Epsom Derby                                                      | 국제 | - 말: 램번 - 기수: 웨인 로든 - 조교사: 에이단 오브라이언 |
| 7일           | 경마               | 벨몬트 스테이크스 (트리플 크라운 #3)                                  | 국제 | - 말: 소버린티 - 기수: 주니어 알바라도 - 조교사: 윌리엄 I. 모트 |
| 7일           | 종합격투기         | UFC 316: 드발리쉬빌리 vs. 오말리 2                                    | 국제 | 메라브 드발리쉬빌리 |
| 7일–11일      | 탁구               | 2025 Oceania Table Tennis Championships                               | 대륙 | 오스트레일리아 |
| 7일–13일      | 농구               | 2025 Basketball Champions League Asia                                 | 대륙 | 우쓰노미야 브렉스 |
| 7일–15일      | 럭비 유니언        | 2025 Rugby Africa Women's Cup                                         | 대륙 | 틀:Ruw |
| 7일–21일      | 항공 스포츠        | 2025 World Gliding Championships                                      | 국제 | 폴란드 |
| 8일           | 모터사이클 경주    | 틀:나라자료 Aragon 2025 Aragon motorcycle Grand Prix (MotoGP #8)      | 국제 | - MotoGP: 마르크 마르케스 ( 두카티 코르세) - Moto2: 데니즈 뢴쥐 ( 레드불 KTM 아호) - Moto3: 다비드 무뇨스 ( Liqui Moly Dynavolt Intact GP)                                                   |
| 8일–15일      | 파워리프팅         | 2025 Classic Powerlifting World Championships                         | 국제 | 미국 |
| 9일–15일      | 레슬링             | 2025 European U17 Wrestling Championships                             | 대륙 | 세계 레슬링 연합 |
| 11일–15일     | 크리켓             | 2025 ICC World Test Championship final                                | 국제 | 틀:Cr |
| 11일–28일     | 축구               | 2025 UEFA European Under-21 Championship                              | 대륙 | 잉글랜드 |
| 12일–15일     | 다트               | 2025 PDC World Cup of Darts                                           | 국제 | 틀:나라자료 Northern Ireland |
| 12일–15일     | 골프               | 2025 US 오픈                                                          | 국제 | J. J. 스폰 |
| 12일–15일     | 체조               | 2025 Pan American Artistic Gymnastics Championships                   | 대륙 | 미국 |
| 12일–15일     | 체조               | 2025 Asian Women's Artistic Gymnastics Championships                  | 대륙 | 일본 |
| 12일–20일     | 휠체어 농구        | 2025 IWBF Men's U23 Wheelchair Basketball World Championship          | 국제 | 독일 |
| 13일          | 7인제 축구         | 2025 Queens Finalissima                                               | 국제 | 라스 트롱카스 FC |
| 13일–20일     | 유도               | 2025 World Judo Championships                                         | 국제 | 일본 |
| 13일–26일     | 축구               | 2025 UEFA European Under-19 Championship                              | 대륙 | 네덜란드 |
| 13일–7월 5일  | 럭비 유니언        | / 2025 Asia Rugby Championship                                        | 대륙 | 홍콩 |
| 14일          | 농구               | 2025 BAL final                                                        | 대륙 | 알 아흘리 트리폴리 |
| 14일          | 파라 트라이애슬론  | 2025 European Triathlon Para Championships                            | 대륙 | 프랑스 |
| 14일–15일     | 내구 레이싱        | 2025 르망 24시 (WEC #4)                                               | 국제 | - 하이퍼카: 필 핸슨, 로버트 쿠비차 & 예 이페이 ( AF 코르세) - LMGT3: 라이언 하드윅, 리카르도 페라 & 리처드 리츠 ( 만세이 1st 포름)                                                           |
| 14일–15일     | 핸드볼             | 2025 EHF 챔피언스 리그 파이널 포                                      | 대륙 | SC 마그데부르크 |
| 14일–15일     | 모터사이클 경주    | 틀:나라자료 Emilia-Romagna 2025 WSBK 에밀리아로마냐 라운드            | 국제 | - R1: 토프라크 라즈가틀리올루 ( ROKiT BMW 모터라드 월드SBK 팀) - SR: 토프라크 라즈가틀리올루 ( ROKiT BMW 모터라드 월드SBK 팀) - R2: 토프라크 라즈가틀리올루 ( ROKiT BMW 모터라드 월드SBK 팀) |
| 14일–19일     | 펜싱               | 2025 European Fencing Championships                                   | 대륙 | 프랑스 |
| 14일–21일     | 수구               | 2025 World Aquatics Men's U20 Water Polo Championships                | 국제 | 스페인 |
| 14일–7월 6일  | 축구               | / 2025년 CONCACAF 골드컵                                              | 대륙 | 멕시코 |
| 14일–7월 13일 | 축구               | 2025년 FIFA 클럽 월드컵                                               | 국제 | 첼시 |
| 15일          | 포뮬러 자동차 경주 | 2025년 캐나다 그랑프리 (F1 #10)                                       | 국제 | 조지 러셀 ( 메르세데스) |
| 15일–27일     | 축구               | 2025 UEFA Women's Under-19 Championship                               | 대륙 | 스페인 |
| 16일–22일     | 카누 프리스타일    | 2025 ICF Canoe Freestyle World Championships                          | 국제 | 틀:나라자료 Great Britain |
| 16일–22일     | 농구               | 2025 FIBA U16 Women's AmeriCup                                        | 대륙 | 틀:Bkwu |
| 17일–22일     | 비치핸드볼         | 2025 IHF Youth Beach Handball World Championship                      | 국제 | - 남자: 틀:Bhm - 여자: 틀:Bhw |
| 17일–22일     | 펜싱               | 2025 Asian Fencing Championships                                      | 대륙 | 일본 |
| 17일–24일     | 배구               | 2025 AVC Men's Volleyball Nations Cup                                 | 대륙 | 바레인 |
| 18일–22일     | 리듬 체조          | 2025 Junior World Rhythmic Gymnastics Championships                   | 국제 | 불가리아 |
| 18일–29일     | 농구               | / 유로바스켓 여자 2025                                                | 대륙 | 벨기에 |
| 18일–29일     | 핸드볼             | 2025 IHF Men's U21 Handball World Championship                        | 국제 | 틀:Hbj |
| 19일–21일     | 오픈워터스위밍     | 2025 European Junior Open Water Swimming Championships                | 대륙 | 헝가리 |
| 19일–22일     | 카누 스프린트      | 2025 Canoe Sprint European Championships                              | 대륙 | 헝가리 |
| 22일          | 모터사이클 경주    | 2025 Italian motorcycle Grand Prix (MotoGP #9)                        | 국제 | - MotoGP: 마르크 마르케스 ( 두카티 코르세) - Moto2: 마누엘 곤살레스 ( Liqui Moly Dynavolt Intact GP) - Moto3: 마시모 킬레스 ( CFMoto 아스파르 팀)                                            |
| 23일–27일     | 스쿼시             | 2025 Men's PSA Squash Tour Finals 2025 Women's PSA Squash Tour Finals | 국제 | - 남자: 조엘 매킨 - 여자: 누란 고하르 |
| 23일–28일     | 소프트볼           | 2025 European Men's Softball Championship                             | 대륙 | 틀:Sb |
| 23일–29일     | 3x3 농구           | 2025 FIBA 3x3 World Cup                                               | 국제 | - 남자: 스페인 - 여자: 틀:3x3w |
| 24일–29일     | 육상               | / 2025 European Athletics Team Championships                          | 대륙 | 이탈리아 |
| 24일–29일     | 펜싱               | 2025 Pan American Fencing Championships                               | 대륙 | 미국 |
| 25일–26일     | 농구               | 2025 NBA 드래프트                                                     | 국내 | 쿠퍼 플래그 ( 듀크) |
| 25일–29일     | 펜싱               | 2025 African Fencing Championships                                    | 대륙 | 이집트 |
| 25일–29일     | 근대5종            | 2025 World Junior Modern Pentathlon Championships                     | 국제 | 이집트 |
| 26일–28일     | 수영               | 2025 European U-23 Swimming Championships                             | 대륙 | 폴란드 |
| 26일–29일     | 유도               | 2025 European Cadet Judo Championships                                | 대륙 | 국제 유도 연맹 |
| 26일–29일     | 랠리               | 2025 Acropolis Rally (WRC #7)                                         | 국제 | - WRC: 오트 태나크 & 마르틴 예르베오야 ( 현대 쉘 모비스 WRT) - WRC-2: 올리버 솔베리 & 엘리엇 에드먼슨) - WRC-3: 알리 튀르칸 & 오이툰 알바이라크)                                             |
| 26일–7월 4일  | 오리엔티어링       | 2025 Junior World Orienteering Championships                          | 국제 | 체코 |
| 27일–28일     | 아이스하키         | 2025 NHL 엔트리 드래프트                                              | 국내 | 매튜 셰이퍼 |
| 27일–7월 5일  | 소프트볼           | 2025 U-15 Women's Softball World Cup                                  | 국제 | 틀:Sbwu |
| 28일          | 종합격투기         | UFC 317: 토푸리아 vs. 올리베이라                                      | 국제 | 일리아 토푸리아 |
| 28일–7월 6일  | 농구               | 2025 FIBA Women's AmeriCup                                            | 대륙 | 미국 |
| 28일–7월 6일  | 농구               | 2025 FIBA Under-19 Basketball World Cup                               | 국제 | 틀:Bku |
| 29일          | 포뮬러 자동차 경주 | 2025년 오스트리아 그랑프리 (F1 #11)                                   | 국제 | 랜도 노리스 ( 맥라렌-메르세데스) |
| 29일          | 모터사이클 경주    | 2025 Dutch TT (MotoGP #10)                                            | 국제 | - MotoGP: 마르크 마르케스 ( 두카티 코르세) - Moto2: 디오고 모레이라 ( 이탈트란스 레이싱 팀) - Moto3: 호세 안토니오 루에다 ( 레드불 KTM 아호)                                                 |
| 29일–7월 9일  | 종합 스포츠        | 2025 Pacific Mini Games                                               | 대륙 | 프랑스령 폴리네시아 |
| 29일–7월 19일 | 럭비 유니언        | 2025 World Rugby U20 Championship                                     | 국제 | 틀:Ruu |
| 30일–7월 6일  | 레슬링             | 2025 European U20 Wrestling Championships                             | 대륙 | - 남자 자유형: 조지아 - 남자 그레코로만형: 조지아 - 여자 자유형: 우크라이나 |
| 30일–7월 13일 | 테니스             | 2025년 윔블던 선수권 대회                                             | 국제 | - 남자: 야닉 시너 - 여자: 이가 시비옹테크 |
| 30일–7월 6일  | 장애인 궁술        | 2025 Asian Para Archery Championships                                 | 대륙 | 중국 |

### 7월
| 날짜          | 스포츠                       | 장소/행사                                                                      | 상태 | 우승자 |
| ------------- | ---------------------------- | ------------------------------------------------------------------------------ | ---- | --- |
| 1일–6일       | 수영                         | 2025 European Junior Swimming Championships                                    | 대륙 | 틀:나라자료 Great Britain |
| 2일–5일       | 역도                         | 2025 Oceania Weightlifting Championships                                       | 대륙 | 사모아 |
| 2일–13일      | 배구                         | / 2025 FIVB Volleyball Girls' U19 World Championship                           | 국제 | 틀:Vbwu |
| 2일–13일      | 배구                         | / 2025 Women's U16 European Volleyball Championship                            | 대륙 | 틀:Vbwu |
| 2일–27일      | 축구                         | UEFA 여자 유로 2025                                                            | 대륙 | |
| 3일–6일       | 카누 스프린트                | 2025 Junior and U23 Canoe Sprint European Championships                        | 대륙 | 헝가리 |
| 4일–19일      | 축구                         | 2025 OFC Women's Nations Cup                                                   | 대륙 | 솔로몬 제도 |
| 5일–13일      | 농구                         | 2025 FIBA U18 Women's EuroBasket                                               | 대륙 | 틀:Bkwu |
| 5일–26일      | 축구                         | 2024 Women's Africa Cup of Nations                                             | 대륙 | |
| 5일–27일      | 도로 자전거 경기             | 2025 Tour de France                                                            | 국제 | |
| 5일–29일      | 체스                         | Women's Chess World Cup 2025                                                   | 국제 | |
| 6일           | 포뮬러 자동차 경주           | 2025년 영국 그랑프리 (F1 #12)                                                  | 국제 | 랜도 노리스 ( 맥라렌-메르세데스) |
| 6일–13일      | 도로 자전거 경기             | 2025 Giro d'Italia Women                                                       | 국제 | 엘리사 롱고 보르기니 ( 틀:UCI team code) |
| 7일–12일      | 오리엔티어링                 | 2025 World Orienteering Championships                                          | 국제 | 노르웨이 |
| 8일–13일      | 비치핸드볼                   | 2025 European Beach Handball Championship                                      | 대륙 | - 남자: 틀:Bhm - 여자: 틀:Bhw |
| 8일–13일      | 카누 슬라럼                  | 2025 ICF World Junior and U23 Canoe Slalom Championships                       | 국제 | 체코 |
| 8일–13일      | 소프트볼                     | 2025 Men's Softball World Cup                                                  | 국제 | 틀:Sb |
| 8일–16일      | 휠체어 럭비                  | 2025 IWRF Americas Championship                                                | 대륙 | 틀:Whr |
| 8일–19일      | 럭비 유니언                  | 2025 Rugby Africa Cup                                                          | 대륙 | 짐바브웨 |
| 8일–8월 24일  | E스포츠                      | 2025 Esports World Cup                                                         | 국제 | |
| 9일–20일      | 핸드볼                       | 2025 European Women's U-19 Handball Championship                               | 대륙 | 틀:Hbwj |
| 10일–13일     | BMX 레이싱                   | 2025 BMX 레이싱 유럽 선수권 대회                                               | 대륙 | - 남자: 마티스 라고 리샤르 - 여자: 베스 슈리버 |
| 10일–13일     | 골프                         | 2025 Evian Championship                                                        | 국제 | 그레이스 김 |
| 10일–18일     | 배드민턴                     | 2025 Pan Am Junior Badminton Championships                                     | 대륙 | |
| 10일–19일     | 라크로스                     | 2025 European Lacrosse Championship                                            | 대륙 | 틀:Iflm |
| 11일–13일     | 내구 레이싱                  | 2025 GT World Challenge Asia (후지 스피드웨이 라운드 #4)                       | 국제 | - R1: 레오 예 홍리 & 위안 보 ( No. 87 오리진 모터스포츠) - R2: 벤 그린 & 프린스 제프리 이브라힘 ( 조호르 모터스포츠 레이싱 JMR)                                                              |
| 11일–8월 2일  | 축구                         | 2025 Copa América Femenina                                                     | 대륙 | |
| 11일–8월 3일  | 수상 스포츠                  | 2025년 세계 수영 선수권 대회                                                   | 국제 | |
| 12일–13일     | 모터사이클 경주              | 2025 WSBK 영국 라운드                                                          | 국제 | - R1: 토프라크 라즈가틀리올루 ( ROKiT BMW 모터라드 월드SBK 팀) - SR: 토프라크 라즈가틀리올루 ( ROKiT BMW 모터라드 월드SBK 팀) - R2: 토프라크 라즈가틀리올루 ( ROKiT BMW 모터라드 월드SBK 팀) |
| 12일–13일     | 모터사이클 경주              | 2025 ARRC 일본 라운드                                                          | 국제 | - R1: 아베 케이토 - R2: 하피즈 샤흐린 |
| 12일–18일     | 종합 스포츠                  | 틀:나라자료 Orkney 2025 Island Games                                           | 국제 | 페로 제도 |
| 12일–19일     | 배구                         | 2025 Asian Men's U16 Volleyball Championship                                   | 대륙 | 틀:Vbu |
| 12일–20일     | 농구                         | 2025 FIBA Under-19 Women's Basketball World Cup                                | 국제 | 틀:Bkwu |
| 12일–20일     | 농구                         | 2025 FIBA U20 EuroBasket                                                       | 대륙 | 틀:Bku |
| 12일–20일     | 핸드볼                       | 2025 Women's U-19 EHF Championship                                             | 대륙 | |
| 13일          | 내구 레이싱                  | 2025 6 Hours of São Paulo (WEC #5)                                             | 국제 | - 하이퍼카: 알렉스 린, 노먼 나토 & 윌 스티븐스 ( 캐딜락 헤르츠 팀 조타) - LMGT3: 호세 마리아 로페스, 클레멘스 슈미트 & 라즈반 움브라레스쿠 ( 아코디스 ASP 팀)                                |
| 13일          | 모터사이클 경주              | 2025 Germany motorcycle Grand Prix (MotoGP #11)                                | 국제 | - MotoGP: 마르크 마르케스 ( 두카티 레노보 팀) - Moto2: 데니즈 뢴쥐 ( 레드불 KTM 아호) - Moto3: 다비드 무뇨스 ( Liqui Moly Dynavolt Intact GP)                                                |
| 13일–18일     | 역도                         | 2025 Pan American Weightlifting Championships                                  | 대륙 | 미국 |
| 13일–19일     | 필드하키                     | 2025 Boys' EuroHockey U18 Championship 2025 Girls' EuroHockey U18 Championship | 대륙 | - 남자: 틀:Fhwu - 여자: 틀:Fhwu |
| 13일–20일     | 농구                         | 2025 FIBA Women's Asia Cup                                                     | 대륙 | 오스트레일리아 |
| 14일–20일     | 소프트볼                     | 2025 Women's Softball Asia Cup                                                 | 대륙 | 일본 |
| 15일          | 야구                         | 2025 메이저 리그 베이스볼 올스타전                                             | 국내 | 내셔널 리그 |
| 15일–19일     | 야구                         | 2025 U-15 European Baseball Championship                                       | 대륙 | |
| 15일–20일     | 트랙 사이클링                | 2025 UEC European Track Championships (under-23 & junior)                      | 대륙 | 틀:나라자료 Great Britain |
| 16일–20일     | 승마                         | 2025 European Show Jumping Championships                                       | 대륙 | |
| 16일–27일     | 종합 스포츠                  | 2025년 FISU 하계 세계 대학 경기 대회                                           | 국제 | |
| 17일–20일     | 육상                         | 2025 European Athletics U23 Championships                                      | 대륙 | 독일 |
| 17일–20일     | 골프                         | 2025 오픈 챔피언십                                                             | 국제 | 스코티 셰플러 |
| 17일–20일     | 랠리                         | 2025 Rally Estonia (WRC #8)                                                    | 국제 | - WRC: 올리버 솔베리 & 엘리엇 에드먼슨 ( 토요타 가주 레이싱 WRT) - WRC-2: 로버트 비르베스 & 자코 빌로 ( 톡스포트 WRT) - WRC-3: 마츠시타 타쿠미 & 페카 켈란데르 ( 토요타 가주 레이싱 WRT NG)  |
| 18일–20일     | 육상                         | TBC 2025 NACAC U18 and U23 Championships in Athletics                          | 대륙 | |
| 18일–26일     | 핸드볼                       | 2025 Asian Women's Youth Handball Championship                                 | 대륙 | |
| 18일–27일     | 배드민턴                     | 2025 Badminton Asia Junior Championships                                       | 대륙 | |
| 18일–27일     | 라크로스                     | 2025 World Lacrosse Men's U-20 Championship                                    | 국제 | |
| 19일–27일     | 다트                         | 2025 World Matchplay                                                           | 국제 | |
| 19일–31일     | 배구                         | 2025 Boys' U-17 European Volleyball Championship                               | 대륙 | |
| 20일          | 모터사이클 경주              | 2025 Czech motorcycle Grand Prix (MotoGP #12)                                  | 국제 | - MotoGP: 마르크 마르케스 ( 두카티 레노보 팀) - Moto2: 조 로버츠 ( OnlyFans 아메리칸 레이싱 팀) - Moto3: 호세 안토니오 루에다 ( 레드불 KTM 아호)                                             |
| 20일–26일     | 종합 스포츠                  | 2025 European Youth Summer Olympic Festival                                    | 대륙 | |
| 20일–27일     | 배구                         | 2025 Asian Girls' U16 Volleyball Championship                                  | 대륙 | |
| 21일–27일     | 근대5종                      | 2025 European Modern Pentathlon Championships                                  | 대륙 | |
| 21일–28일     | 유럽 장애인 청소년 경기 대회 | 2025 European Para Youth Games                                                 | 대륙 | |
| 22일–30일     | 펜싱                         | 2025 World Fencing Championships                                               | 국제 | |
| 23일–27일     | 카누 스프린트                | 2025 ICF World Junior and U23 Canoe Sprint Championships                       | 국제 | |
| 23일–27일     | 조정                         | 2025 World Rowing U23 Championships                                            | 국제 | |
| 23일–8월 7일  | 사격                         | 2025 European Shooting Championships                                           | 대륙 | |
| 24일–8월 3일  | 배구                         | 2025 FIVB Volleyball Boys' U19 World Championship                              | 국제 | |
| 24일–8월 3일  | 필드하키                     | 2025 Men's Pan American Cup 2025 Women's Pan American Cup                      | 대륙 | |
| 25일–8월 3일  | 야구                         | 2025 U-12 Baseball World Cup                                                   | 국제 | |
| 25일–8월 3일  | 농구                         | 2025 Women's Afrobasket                                                        | 대륙 | |
| 26일–27일     | 모터사이클 경주              | 2025 WSBK 헝가리 라운드                                                        | 국제 | - R1: - SR: - R2: |
| 26일–8월 3일  | 농구                         | 2025 FIBA U18 EuroBasket                                                       | 대륙 | |
| 26일–8월 3일  | 도로 자전거 경기             | 2025 Tour de France Femmes                                                     | 국제 | |
| 26일–8월 9일  | 항공 스포츠                  | 2025 여자 세계 글라이딩 선수권 대회                                            | 국제 | |
| 26일–8월 9일  | 항공 스포츠                  | 2025 European Gliding Championships                                            | 대륙 | |
| 27일          | 다트                         | 2025 Women's World Matchplay                                                   | 국제 | |
| 27일          | 포뮬러 자동차 경주           | 2025 Belgian Grand Prix (F1 #13)                                               | 국제 | |
| 27일–8월 7일  | 테니스                       | 2025 캐나다 오픈                                                               | 국제 | |
| 28일–8월 3일  | BMX 레이싱                   | 2025 UCI BMX World Championships                                               | 국제 | |
| 28일–8월 3일  | 스포츠클라이밍               | 2025 IFSC Climbing World Youth Championships                                   | 국제 | |
| 28일–8월 3일  | 레슬링                       | 2025 U17 World Wrestling Championships                                         | 국제 | |
| 30일–8월 3일  | 비치발리볼                   | 2025 European Beach Volleyball Championships                                   | 대륙 | |
| 30일–8월 10일 | 핸드볼                       | 2025 European Women's U-17 Handball Championship                               | 대륙 | |
| 31일–8월 3일  | 골프                         | 2025 Women's British Open                                                      | 국제 | |
| 31일–8월 3일  | 랠리                         | 2025 Rally Finland (WRC #9)                                                    | 국제 | |

### 8월
| 날짜           | 스포츠                 | 장소/행사                                                               | 상태 | 우승자                      |
| -------------- | ---------------------- | ----------------------------------------------------------------------- | ---- | --------------------------- |
| 1일–3일        | 내구 레이싱            | 2025 Suzuka 8 Hours Endurance Race (EWC)                                | 국제 |                             |
| 1일–14일       | 축구                   | 2025 OFC U-16 Women's Championship                                      | 대륙 |                             |
| 2일–10일       | 농구                   | 2025 FIBA U20 Women's EuroBasket                                        | 대륙 |                             |
| 4일–10일       | 핸드볼                 | 2025 Women's U-17 EHF Championship                                      | 대륙 |                             |
| 5일–9일        | 야구                   | 2025 European Under-23 Baseball Championship                            | 대륙 |                             |
| 5일–17일       | 농구                   | 2025 FIBA Asia Cup                                                      | 대륙 |                             |
| 6일–10일       | 조정                   | 2025 World Rowing Junior Championships                                  | 국제 |                             |
| 6일–17일       | 핸드볼                 | 2025 IHF Men's U19 Handball World Championship                          | 국제 |                             |
| 7일–10일       | 육상                   | 2025 European Athletics U20 Championships                               | 대륙 |                             |
| 7일–17일       | 종합 스포츠            | 2025 월드 게임                                                          | 국제 |                             |
| 7일–17일       | 배구                   | 2025 FIVB Volleyball Women's U21 World Championship                     | 국제 |                             |
| 8일–16일       | 농구                   | 2025 FIBA U16 EuroBasket                                                | 대륙 |                             |
| 8일–16일       | 필드하키               | 2025 Men's EuroHockey Championship 2025 Women's EuroHockey Championship | 대륙 |                             |
| 9일–23일       | 종합 스포츠            | 2025 Junior Pan American Games                                          | 대륙 |                             |
| 10일–18일      | 수구                   | 2025 Women's World Aquatics U20 Water Polo Championships                | 국제 |                             |
| 11일–17일      | 오리엔티어링           | 2025 World MTB Orienteering Championships                               | 국제 |                             |
| 12일–24일      | 농구                   | FIBA 아프로바스켓 2025                                                  | 대륙 |                             |
| 13일–17일      | 카누 슬라럼            | 2025 European Junior and U23 Canoe Slalom Championships                 | 대륙 |                             |
| 14일–17일      | 야구                   | 2025 Women's European Baseball Championship                             | 대륙 |                             |
| 14일–17일      | 카누 스프린트          | 2025 Asian Canoe Sprint Championships                                   | 대륙 |                             |
| 14일–24일      | 야구                   | 리틀 야구 월드 시리즈                                                   | 국내 |                             |
| 15일–17일      | 육상                   | 2025 NACAC Championships                                                | 대륙 |                             |
| 15일–23일      | 농구                   | 2025 FIBA U16 Women's EuroBasket                                        | 대륙 |                             |
| 15일–30일      | 축구                   | 2025 OFC U-16 Men's Championship                                        | 대륙 |                             |
| 16일–30일      | 사격                   | 2025 Asian Shooting Championships                                       | 대륙 |                             |
| 16일–10월 4일  | 럭비 유니언            | / 2025 Rugby Championship                                               | 국제 |                             |
| 17일           | 모터사이클 경주        | 2025 Austrian motorcycle Grand Prix (MotoGP #13)                        | 국제 | - MotoGP: - Moto2: - Moto3: |
| 17일–24일      | 궁술                   | 2025 World Archery Youth Championships                                  | 국제 |                             |
| 18일–24일      | 수구                   | 2025 LEN Men's European Junior Water Polo Championships                 | 대륙 |                             |
| 19일–24일      | 수영                   | 2025 World Aquatics Junior Swimming Championships                       | 국제 |                             |
| 18일–24일      | 레슬링                 | 2025 U20 World Wrestling Championships                                  | 국제 |                             |
| 20일–24일      | 카누 스프린트 파라카누 | 2025 ICF Canoe Sprint World Championships                               | 국제 |                             |
| 20일–24일      | 리듬 체조              | 2025 Rhythmic Gymnastics World Championships                            | 국제 |                             |
| 20일–24일      | 오리엔티어링           | 2025 European Orienteering Championships                                | 대륙 |                             |
| 20일–29일      | 핸드볼                 | 2025 Asian Women's Junior Handball Championship                         | 대륙 |                             |
| 21일–31일      | 배구                   | 2025 FIVB Volleyball Men's U21 World Championship                       | 국제 |                             |
| 22일–9월 7일   | 배구                   | 2025 FIVB Volleyball Women's World Championship                         | 국제 |                             |
| 22일–9월 27일  | 럭비 유니온            | 2025년 여자 럭비 월드컵                                                 | 국제 |                             |
| 23일–31일      | 농구                   | 2025 FIBA AmeriCup                                                      | 대륙 |                             |
| 24일           | 모터사이클 경주        | 2025 Hungarian motorcycle Grand Prix (MotoGP #14)                       | 국제 | - MotoGP: - Moto2: - Moto3: |
| 24일–30일      | 역도                   | 2025 Commonwealth Weightlifting Championships                           | 국제 |                             |
| 25일–31일      | 배드민턴               | 2025 BWF World Championships                                            | 국제 |                             |
| 25일–31일      | 수구                   | 2025 LEN Women's European Junior Water Polo Championships               | 대륙 |                             |
| 25일–9월 7일   | 테니스                 | 2025 US 오픈                                                            | 국제 |                             |
| 27일–31일      | 유도                   | 2025 World Judo Cadets Championships                                    | 국제 |                             |
| 27일–31일      | 근대5종                | 2025 World Modern Pentathlon Championships                              | 국제 |                             |
| 27일–9월 7일   | 필드하키               | 2025 Men's Hockey Asia Cup                                              | 대륙 |                             |
| 27일–9월 14일  | 농구                   | / 유로바스켓 2025                                                       | 대륙 |                             |
| 28일–31일      | 카누 스프린트 파라카누 | 2025 Pan American Canoe Sprint Championships                            | 대륙 |                             |
| 28일–31일      | 승마                   | 2025 FEI European Dressage Championships                                | 대륙 |                             |
| 28일–31일      | 장애인 사이클          | 2025 UCI Para-cycling Road World Championships                          | 국제 |                             |
| 28일–9월 1일   | 소프트볼               | 2025 U-18 Women's Softball World Cup                                    | 국제 |                             |
| 29일–31일      | 내구 레이싱            | 2025 GT World Challenge Asia (오카야마 라운드 #5)                       | 국제 | - R1: - R2:                 |
| 30일–31일      | 트라이애슬론           | 2025 European Triathlon Championships                                   | 대륙 |                             |
| 30일–31일      | 트라이애슬론           | 2025 Asia Triathlon Championships                                       | 대륙 |                             |
| 30일–9월 14일  | 산악 자전거            | 2025 UCI Mountain Bike World Championships                              | 국제 |                             |
| 30일–12월 13일 | 미식축구               | 2025 NCAA Division I FBS football season                                | 국내 |                             |
| 30일–31일      | 모터사이클 경주        | 2025 ARRC 인도네시아 라운드                                             | 국제 | - R1: - R2:                 |
| 31일–9월 7일   | 농구                   | 2025 FIBA Under-16 Asia Cup                                             | 대륙 |                             |
| 31일–9월 13일  | 항공 스포츠            | 2025 World Paragliding Championships                                    | 국제 |                             |

### 9월
| 날짜           | 스포츠                      | 장소/행사                                                                         | 상태 | 우승자                      |
| -------------- | --------------------------- | --------------------------------------------------------------------------------- | ---- | --------------------------- |
| ?              | 장애인 탁구                 | 2025 European Para Table Tennis Championships                                     | 대륙 |                             |
| 2일–7일        | 휠체어 펜싱                 | 2025 Wheelchair Fencing World Championships                                       | 국제 |                             |
| 3일–7일        | 장애인 승마                 | 2025 European Para-Dressage Championship                                          | 대륙 |                             |
| 3일–15일       | 체스                        | FIDE Grand Swiss Tournament 2025 FIDE Women's Grand Swiss Tournament 2025         | 국제 |                             |
| 4일–7일        | 카누 마라톤                 | 2025 ICF Canoe Marathon World Championships                                       | 국제 |                             |
| 4일–7일        | 필드하키                    | 2025 Men's Oceania Cup 2025 Women's Oceania Cup                                   | 대륙 |                             |
| 4일–7일        | 유도                        | 2025 European Junior Judo Championships                                           | 대륙 |                             |
| 4일–12일       | 역도                        | 2025 European Junior and U23 Weightlifting Championships                          | 대륙 |                             |
| 4일–14일       | 권투                        | 2025 World WB Boxing Championships                                                | 국제 |                             |
| 4일–1월 4일    | 미식축구                    | 2025 NFL season                                                                   | 국내 |                             |
| 5일–7일        | 3x3 농구                    | 2025 FIBA 3x3 Europe Cup                                                          | 대륙 |                             |
| 5일–12일       | 궁술                        | 2025 World Archery Championships                                                  | 국제 |                             |
| 5일–14일       | 야구                        | 2025 U-18 Baseball World Cup                                                      | 국제 |                             |
| 6일–7일        | 조정                        | 2025 European Rowing U23 Championships                                            | 대륙 |                             |
| 6일–7일        | 모터사이클 경주             | 2025 WSBK 프랑스 라운드                                                           | 국제 | - R1: - SR: - R2:           |
| 7일            | 모터사이클 경주             | 2025 Catalunya motorcycle Grand Prix (MotoGP #15)                                 | 국제 | - MotoGP: - Moto2: - Moto3: |
| 7일–13일       | 소프트볼                    | 2025 Women's Softball European Championship                                       | 대륙 |                             |
| 7일–14일       | 배드민턴                    | 2025 BWF World Senior Championships                                               | 국제 |                             |
| 9일–15일       | 장애인 사격                 | 2025 World Para Trap Championships                                                | 국제 |                             |
| 10일–22일      | 팔씨름                      | 2025 World Armwrestling Championship                                              | 국제 |                             |
| 10일–25일      | 종합 스포츠                 | 2025 Asian Youth Games                                                            | 대륙 |                             |
| 11일–14일      | 카누 마라톤                 | 2025 ICF Canoe Marathon World Championships                                       | 국제 |                             |
| 12일–28일      | 배구                        | 2025 FIVB Men's Volleyball World Championship                                     | 국제 |                             |
| 13일–21일      | 육상                        | 2025년 세계 육상 선수권 대회                                                      | 국제 |                             |
| 13일–21일      | 인라인스피드스케이팅        | 2025 Inline Speed Skating World Championships                                     | 국제 |                             |
| 13일–21일      | 레슬링                      | 2025 World Wrestling Championships                                                | 국제 |                             |
| 14일           | 모터사이클 경주             | 2025 San Marino and Rimini Riviera motorcycle Grand Prix (MotoGP #16)             | 국제 | - MotoGP: - Moto2: - Moto3: |
| 14일–20일      | 농구                        | FIBA Under-16 Women's Asia Cup                                                    | 대륙 |                             |
| 15일–20일      | 궁술                        | 2025 European Field Archery Championships                                         | 대륙 |                             |
| 16일–21일      | 비치발리볼                  | 2025 FIVB Beach Volleyball U21 World Championships                                | 국제 |                             |
| 17일–21일      | 농구                        | 2025 FIBA 3x3 U23 World Cup                                                       | 국제 |                             |
| 18일–21일      | 승마                        | 2025 European Eventing Championships                                              | 대륙 |                             |
| 19일–28일      | 스케이트보드                | 2025 World Skateboarding Championship                                             | 국제 |                             |
| 20일–24일      | 풋살                        | 2025 OFC Futsal Nations Cup                                                       | 대륙 |                             |
| 20일–27일      | 야구                        | 2025 European Baseball Championship                                               | 대륙 |                             |
| 21일–27일      | 장애인 수영                 | 2025 World Para Swimming Championships                                            | 국제 |                             |
| 21일–28일      | 도로 사이클링               | 2025 UCI Road World Championships                                                 | 국제 |                             |
| 21일–28일      | 조정                        | 2025 World Rowing Championships                                                   | 국제 |                             |
| 21일–28일      | 스포츠클라이밍 파라클라이밍 | 2025 IFSC Climbing World Championships 2025 IFSC Paraclimbing World Championships | 국제 |                             |
| 21일–10월 4일  | 축구                        | 2025 OFC U-19 Women's Championship                                                | 대륙 |                             |
| 22일–28일      | 장애인 궁술                 | 2025 World Para Archery Championship                                              | 국제 |                             |
| 22일–28일      | 야구                        | TBC 2025 Asian Baseball Championship                                              | 대륙 |                             |
| 25일–28일      | 육상                        | 2025 World Mountain and Trail Running Championships                               | 국제 |                             |
| 26일–28일      | 육상                        | 2025 World Athletics Road Running Championships                                   | 국제 |                             |
| 26일–28일      | 장애인 탁구                 | 2025 Oceania Para Table Tennis Championships                                      | 대륙 |                             |
| 26일–10월 5일  | 장애인 육상                 | 2025 World Para Athletics Championships                                           | 국제 |                             |
| 27일–28일      | 장애인 유도                 | 2025 IBSA European Judo Championships                                             | 대륙 |                             |
| 27일–28일      | 모터사이클 경주             | 틀:나라자료 Aragon 2025 WSBK 아라곤 라운드                                        | 국제 | - R1: - SR: - R2:           |
| 27일–10월 19일 | 축구                        | 2025 FIFA U-20 World Cup                                                          | 국제 |                             |
| 28일           | 모터사이클 경주             | 2025 Japanese motorcycle Grand Prix (MotoGP #17)                                  | 국제 | - MotoGP: - Moto2: - Moto3: |
| 28일–10월 5일  | 풋살                        | 2025 UEFA Under-19 Futsal Championship                                            | 국제 |                             |
| 29일–10월 4일  | 궁술                        | 2025 European 3D Archery Championships                                            | 대륙 |                             |
| 29일–10월 26일 | 크리켓                      | 2025년 여자 크리켓 월드컵                                                         | 국제 |                             |
| 30일–10월 5일  | 장애인 배드민턴             | 2025 European Para-Badminton Championships                                        | 대륙 |                             |

### 10월
| 날짜          | 스포츠                         | 장소/행사                                                                  | 상태 | 우승자                      |
| ------------- | ------------------------------ | -------------------------------------------------------------------------- | ---- | --------------------------- |
| 1일–4일       | 골프                           | 2025 Espirito Santo Trophy                                                 | 국제 |                             |
| 1일–5일       | 도로 자전거 경기               | 2025 European Road Championships                                           | 대륙 |                             |
| 1일–6일       | 카누 슬라럼                    | 2025 ICF Canoe Slalom World Championships                                  | 국제 |                             |
| 1일–10일      | 역도                           | 2025 World Weightlifting Championships                                     | 국제 |                             |
| 4일–5일       | BMX 프리스타일                 | 2025 BMX 프리스타일 유럽 선수권 대회                                       | 대륙 |                             |
| 5일           | 모터사이클 경주                | 2025 Indonesian motorcycle Grand Prix (MotoGP #18)                         | 국제 | - MotoGP: - Moto2: - Moto3: |
| 5일           | 마라톤                         | 2025 Chicago Marathon                                                      | 국내 |                             |
| 6일–19일      | 배드민턴                       | 2025 BWF World Junior Championships                                        | 국제 |                             |
| 8일–11일      | 골프                           | 2025 Eisenhower Trophy                                                     | 국제 |                             |
| 8일–19일      | 사격                           | 2025 World Shotgun Championships                                           | 국제 |                             |
| 9일–12일      | 장애인 탁구                    | 2025 Pan-American Para Table Tennis Championships                          | 대륙 |                             |
| 10일–12일     | 스피드스케이팅                 | 2026 Four Continents Short Track Speed Skating Championships               | 국내 |                             |
| 11일–12일     | 모터사이클 경주                | 2025 WSBK 에스토릴 라운드                                                  | 국제 | - R1: - SR: - R2:           |
| 11일–18일     | 장애인 파워리프팅              | 2025 World Para Powerlifting Championships                                 | 국제 |                             |
| 12일–19일     | 탁구                           | 2025 African Table Tennis Championships                                    | 대륙 |                             |
| 12일–19일     | 탁구                           | 2025 European Table Tennis Championships                                   | 대륙 |                             |
| 12일–19일     | 탁구                           | 2025 Pan American Table Tennis Championships                               | 대륙 |                             |
| 14일–20일     | 장애인 탁구                    | 2025 Asian Para Table Tennis Championships                                 | 대륙 |                             |
| 15일–19일     | 트랙 사이클링                  | 2025 UCI Track Cycling World Championships                                 | 국제 |                             |
| 16일–19일     | 장애인 사이클                  | 2025 UCI Para-cycling Track World Championships                            | 국제 |                             |
| 15일–19일     | 트라이애슬론 파라 트라이애슬론 | 2025 세계 트라이애슬론 선수권 대회 2025 세계 파라 트라이애슬론 선수권 대회 | 국제 |                             |
| 17일–18일     | 그레이벌 자전거 경주           | 2025 UCI Gravel World Championships                                        | 국제 |                             |
| 17일–19일     | 내구 레이싱                    | 2025 GT World Challenge Asia (베이징 라운드 #6)                            | 국제 | - R1: - R2:                 |
| 17일–11월 8일 | 축구                           | 2025 FIFA U-17 Women's World Cup                                           | 국제 |                             |
| 18일–19일     | 모터사이클 경주                | 2025 WSBK 헤레스 라운드                                                    | 국제 | - R1: - SR: - R2:           |
| 19일          | 모터사이클 경주                | 2025 Australian motorcycle Grand Prix (MotoGP #19)                         | 국제 | - MotoGP: - Moto2: - Moto3: |
| 19일–25일     | 기계 체조                      | 2025 World Artistic Gymnastics Championships                               | 국제 |                             |
| 20일–26일     | 레슬링                         | 2025 U23 World Wrestling Championships                                     | 국제 |                             |
| 21일          | 야구                           | 2025 월드 시리즈                                                           | 국내 |                             |
| 24일–30일     | 태권도                         | 2025 World Taekwondo Championships                                         | 국제 |                             |
| 26일          | 모터사이클 경주                | 2025 Malaysian motorcycle Grand Prix (MotoGP #20)                          | 국제 | - MotoGP: - Moto2: - Moto3: |
| 26일–11월 1일 | 야구                           | TBC 2025 Women's Baseball Asian Cup                                        | 대륙 |                             |
| 31일–11월 1일 | 경마                           | 2025 Breeders Cup                                                          | 국내 |                             |
| 31일–11월 2일 | 유도                           | 2025 European U23 Judo Championships                                       | 대륙 |                             |

### 11월
| 날짜           | 스포츠          | 장소/행사                                                                                   | 상태 | 우승자                      |
| -------------- | --------------- | ------------------------------------------------------------------------------------------- | ---- | --------------------------- |
| 2일            | 마라톤          | 2025 New York City Marathon                                                                 | 국제 |                             |
| 4일–8일        | 사이클          | 2025 UCI Urban Cycling World Championships                                                  | 국제 |                             |
| 3일–27일       | 축구            | 2025 FIFA U-17 World Cup                                                                    | 국제 |                             |
| 6일–9일        | 트램폴린 체조   | 2025 Trampoline Gymnastics World Championships                                              | 국제 |                             |
| 6일–16일       | 사격            | 2025 ISSF World Shooting Championships                                                      | 국제 |                             |
| 7일–9일        | 인도어 사이클링 | 2025 UCI Indoor Cycling World Championships                                                 | 국제 |                             |
| 7일–9일        | 사이클로크로스  | 2025 UEC European Cyclo-cross Championships                                                 | 대륙 |                             |
| 7일–15일       | 궁술            | 2025 Asian Archery Championships                                                            | 대륙 |                             |
| 9일            | 모터사이클 경주 | 2025 Portuguese motorcycle Grand Prix (MotoGP #21)                                          | 국제 | - MotoGP: - Moto2: - Moto3: |
| 14일–23일      | 비치발리볼      | 2025 Beach Volleyball World Championships                                                   | 국제 |                             |
| 14일–16일      | 체조            | 2025 Aerobic Gymnastics European Championships                                              | 대륙 |                             |
| 15일–16일      | 종합 스포츠     | 2025 Summer Deaflympics                                                                     | 국제 |                             |
| 16일           | 모터사이클 경주 | 틀:나라자료 Valencian Community 2025 Valencian Community motorcycle Grand Prix (MotoGP #22) | 국제 | - MotoGP: - Moto2: - Moto3: |
| 16일           | 캐나디안 풋볼   | 제112회 그레이 컵                                                                           | 국내 |                             |
| 17일–25일      | 휠체어 럭비     | 2025 IWRF Asia-Oceania Championship                                                         | 대륙 |                             |
| 20일–24일      | 기계 체조       | 2025 Junior World Artistic Gymnastics Championships                                         | 국제 |                             |
| 20일–24일      | 장애인 탁구     | 2025 African Para Table Tennis Championships                                                | 대륙 |                             |
| 20일–25일      | 장애인 탁구     | 2025 European Para Table Tennis Championships                                               | 대륙 |                             |
| 21일–12월 7일  | 풋살            | 2025년 FIFA 풋살 여자 월드컵                                                                | 국제 |                             |
| 22일           | 육상            | TBC 2025 NACAC Cross Country Championships                                                  | 대륙 |                             |
| 22일–12월 7일  | 종합 스포츠     | 2025 볼리바리안 게임                                                                        | 지역 |                             |
| 23일–30일      | 탁구            | 2025 ITTF World Youth Championships                                                         | 국제 |                             |
| 26일–12월 14일 | 핸드볼          | / 2025 World Women's Handball Championship                                                  | 국제 |                             |
| 27일–30일      | 공수도          | 2025 World Karate Championships                                                             | 국제 |                             |
| 29일–30일      | 세일링          | 2024–25 SailGP 챔피언십 그랜드 파이널                                                       | 국제 |                             |

### 12월
| 날짜                      | 스포츠          | 장소/행사                                         | 상태 | 우승자      |
| ------------------------- | --------------- | ------------------------------------------------- | ---- | ----------- |
| ?                         | 필드하키        | 2025 Men's FIH Hockey Junior World Cup            | 국제 |             |
| ?                         | 필드하키        | 2025 Women's FIH Hockey Junior World Cup          | 국제 |             |
| 1일–14일                  | 승마            | 2025 FEI Asian Equestrian Championships           | 대륙 |             |
| 1일–18일                  | 축구            | 2025 FIFA Arab Cup                                | 지역 |             |
| 2일–7일                   | 수영            | 2025 European Short Course Swimming Championships | 대륙 |             |
| 6일–7일                   | 모터사이클 경주 | 2025 ARRC 태국 라운드                             | 국제 | - R1: - R2: |
| 6일–14일                  | 플로어볼        | 2025 Women's World Floorball Championships        | 국제 |             |
| 9일–20일                  | 종합 스포츠     | 2025년 동남아시아 경기 대회                       | 지역 |             |
| 14일                      | 육상            | 2025 European Cross Country Championships         | 대륙 |             |
| 12월 21일–2026년 1월 18일 | 축구            | 2025년 아프리카 네이션스컵                        | 대륙 |             |
| 12월 26일–2026년 1월 5일  | 아이스하키      | 2026 World Junior Ice Hockey Championships        | 국제 |             |

## 종합 스포츠 경기 대회
- 1월 13일 – 23일:  토리노에서 열리는 2025년 FISU 동계 세계 대학 경기 대회
- 2월 7일 – 14일:  하얼빈시에서 열리는 2025년 동계 아시안 게임
- 2월 8일 – 16일:  밴쿠버-휘슬러에서 열리는 2025 인빅터스 게임
- 2월 9일 – 16일:  보르조미-바쿠리아니에서 열리는 2025 European Youth Olympic Winter Festival
- 3월 8일 – 16일:  토리노에서 열리는 2025년 동계 스페셜 올림픽
- 5월 17일 – 30일:  타이베이시-신베이시에서 열리는 2025 Summer World Masters Games
- 5월 27일 – 31일:  안도라라벨랴에서 열리는 2025 Games of the Small States of Europe
- 7월 12일 – 18일: 틀:나라자료 Orkney 커크월–스트롬네스에서 열리는 2025 Island Games
- 7월 16일 – 27일:  라인-루르에서 열리는 2025년 FISU 하계 세계 대학 경기 대회
- 7월 20일 – 26일:  스코페에서 열리는 2025 European Youth Summer Olympic Festival
- 8월 7일 – 17일:  청두시에서 열리는 2025 월드 게임
- 8월 9일 – 23일:  아순시온에서 열리는 2025 Junior Pan American Games
- 10월 22일 - 31일: 틀:나라자료 BHN 마나마에서 열리는 2025 Asian Youth Games[4]
- 11월 9일 – 21일:  리야드에서 열리는 2025 Islamic Solidarity Games[5]
- 11월 15일 – 26일:  도쿄도에서 열리는 2025 Summer Deaflympics
- 11월 22일 - 12월 7일:  리마와 아야쿠초에서 열리는 2025 볼리바리안 게임[3]
- 12월 9일 – 20일:  태국에서 열리는 2025년 동남아시아 경기 대회

## 미식축구
국제 미식축구 연맹
- TBA: 2025 IFAF World Championship (장소 미정)

내셔널 풋볼 리그
- 2월 2일:  올랜도에서 열리는 2025 Pro Bowl Games
- 2월 9일:  뉴올리언스에서 열리는 슈퍼볼 LIX
  -  필라델피아 이글스가  캔자스시티 치프스를 40대 22로 꺾었다.
- 4월 24일–26일:  그린베이에서 열리는 2025 NFL 드래프트
- 2025년 9월 4일 – 2026년 1월 4일: 2025 NFL season

유나이티드 풋볼 리그
- 3월 28일 – 6월 1일: 2025 UFL season
- 6월 14일:  세인트루이스에서 열리는 2025 UFL championship game
  -  DC 디펜더스가  미시간 팬서스를 58대 34로 꺾었다.

실내축구
아레나 풋볼 원
- 3월 7일 – 6월 15일: 2025 AF1 시즌
- 6월 28일:  올버니에서 열리는 아레나 크라운 2025
  -  올버니 파이어버드가  내슈빌 카츠를 60대 57로 꺾었다.

Indoor Football League
- 3월 21일 – 7월 27일: 2025 IFL 시즌
- 8월 23일:  투손에서 열리는 2025 IFL 내셔널 챔피언십

National Arena League
- 3월 8일 – 5월 31일: 2025 NAL 시즌
- 6월 16일:  보몬트에서 열리는 2025 NAL 챔피언십 게임
  -  보몬트 레니게이드가  오마하 비프를 37대 29로 꺾었다.

The Arena League
- 5월 30일 – 7월 26일: 2025 TAL 시즌
- 8월 2일: TBA에서 열리는 아레나매니아 II

## 수상 스포츠
- 7월 11일–8월 3일:  싱가포르에서 열리는 2025년 세계 수영 선수권 대회

## 축구
국제 축구 연맹
- 6월 14일 – 7월 13일:  미국에서 열리는 2025년 FIFA 클럽 월드컵
- 10월 17일 – 11월 8일:  모로코에서 열리는 2025 FIFA U-17 Women's World Cup
- 11월 5일 – 27일:  카타르에서 열리는 2025 FIFA U-17 World Cup
- 9월 27일 – 10월 19일:  칠레에서 열리는 2025 FIFA U-20 World Cup

CAF
- 12월 21일 – 2026년 1월 18일:  모로코에서 열리는 2025년 아프리카 네이션스컵

UEFA
- 7월 2일–27일:  스위스에서 열리는 UEFA 여자 유로 2025

### 비치사커
- 5월 1일–11일:  세이셸에서 열리는 2025 FIFA Beach Soccer World Cup

### 풋살
- 11월 21일 - 12월 7일:  필리핀에서 열리는 2025년 FIFA 풋살 여자 월드컵

## 육상
- 3월 21일–23일:  난징시에서 열리는 2025년 세계 육상 실내 선수권 대회
- 9월 13일–21일:  도쿄도에서 열리는 2025년 세계 육상 선수권 대회

### 유럽
- 2월 2일:  포르투갈에서 열리는 2025 European Champion Clubs Cup Cross Country
- 3월 6일–9일:  아펠도른에서 열리는 2025 European Athletics Indoor Championships
- 3월 15일–16일:  키프로스에서 열리는 2025 European Throwing Cup
- 4월 12일–13일:  벨기에에서 열리는 2025 European Running Championships
- 5월 18일:  체코에서 열리는 2025 European Race Walking Team Championships
- 5월 24일:  프랑스에서 열리는 2025 European 10000m Cup
- 6월 24일–29일: 2025 European Athletics Team Championships (2부 및 3부 리그)는  슬로베니아에서 열린다.
- 6월 27일–29일: 2025 European Athletics Team Championships (1부 리그)는  마드리드에서 열린다.
- 7월 17일–20일:  노르웨이에서 열리는 2025 European Athletics U23 Championships
- 8월 7일–10일:  핀란드에서 열리는 2025 European Athletics U20 Championships
- 12월 14일:  포르투갈에서 열리는 2025 European Cross Country Championships

## 배드민턴
- 2025 BWF season

2025년에는 여러 주요 배드민턴 행사가 열린다. 이 행사들은 일반적으로 매년 개최되며, 가장 주목할 만한 토너먼트 중 일부는 다음과 같다:
- 2025 BWF 세계 선수권 대회
  - 날짜: 2025년 8월
  - 장소: 미정 (일반적으로 전 세계 여러 곳에서 개최)
  - BWF 세계 선수권 대회는 스포츠에서 가장 권위 있는 행사 중 하나로, 전 세계 최고의 선수들이 여러 부문(남자 단식 및 여자 단식, 남자 복식 및 여자 복식, 혼합 복식)에서 세계 챔피언 타이틀을 놓고 경쟁한다.
- 2025 BWF 토마스 & 우버 컵 결승전
  - 날짜: 2025년 5월
  - 장소: 미정
  - 토마스 컵(남자)과 우버 컵(여자)은 세계 단체 선수권 대회와 동일하다. 각국 국가대표팀이 권위 있는 타이틀을 놓고 경쟁한다.
- 2025 전영 오픈 배드민턴 선수권 대회
  - 날짜: 2025년 3월 11일–16일
  - 장소:  버밍엄, 잉글랜드
  - 가장 오래되고 권위 있는 토너먼트 중 하나로, 전 세계 최고의 선수들이 참가한다. 이 대회는 BWF 월드 투어 슈퍼 1000 시리즈의 일부이다.
- BWF 월드 투어 대회 (슈퍼 1000, 슈퍼 750, 슈퍼 500, 슈퍼 300, 슈퍼 100)
  - 날짜: 2025년 내내
  - 이 토너먼트들은 일년 내내 전 세계 다양한 장소에서 개최되며, 선수들에게 세계 랭킹 포인트를 획득할 기회를 제공한다. 주요 행사로는 다음이 포함된다:
    - 인도네시아 오픈 (슈퍼 1000)
    - 차이나 오픈 (슈퍼 1000)
    - 말레이시아 오픈 (슈퍼 750)
    - 싱가포르 오픈 (슈퍼 500)
    - 홍콩 오픈 (슈퍼 500)
    - 태국 오픈 (슈퍼 300)
- 2025 아시아 배드민턴 선수권 대회
  - 날짜: 2025년 4월
  - 장소: 미정
  - 이 권위 있는 대륙별 행사에는 아시아 전역의 최고 선수들이 타이틀을 놓고 경쟁한다.

## 야구
메이저 리그 베이스볼
- 3월 27일 – 9월 28일: 2025년 메이저 리그 베이스볼 시즌
- 7월 13일–15일:  애틀랜타에서 열리는 2025 메이저 리그 베이스볼 드래프트
- 7월 15일:  컴벌랜드 (조지아주)의 트루이스트 파크에서 열리는 2025년 메이저 리그 베이스볼 올스타전
- 10월 21일: 2025 월드 시리즈

### 2025리틀 야구 월드 시리즈
- 8월 14일–24일:  사우스 윌리엄스포트에 있는 리틀 리그 자원봉사자 스타디움과 하워드 J. 라메이드 스타디움에서 열리는 리틀 야구 월드 시리즈

## 농구
- 6월 28일–7월 6일:  스위스에서 열리는 2025 FIBA Under-19 Basketball World Cup
- 7월 12일–20일:  체코에서 열리는 2025 FIBA Under-19 Women's Basketball World Cup

국제 농구 아프리카 연맹
- 7월 25일–8월 3일:  코트디부아르에서 열리는 2025 Women's Afrobasket
- 8월 12일–24일:  앙골라에서 열리는 아프로바스켓 2025

국제 농구 아메리카 연맹
- 6월 28일–7월 6일:  칠레에서 열리는 2025 FIBA Women's AmeriCup
- 8월 23일–31일:  니카라과에서 열리는 2025 FIBA AmeriCup

국제 농구 아시아 연맹
- 7월 13일–20일:  중화인민공화국에서 열리는 2025 FIBA Women's Asia Cup
- 8월 5일–17일:  사우디아라비아에서 열리는 2025 FIBA Asia Cup

국제 농구 유럽 연맹
- 6월 18일–29일:  체코,  독일,  그리스,  이탈리아에서 열리는 유로바스켓 여자 2025
- 8월 27일–9월 14일:  키프로스,  핀란드,  라트비아,  폴란드에서 열리는 유로바스켓 2025

전미 농구 협회
- 2024년 10월 22일 – 4월 13일: 2024-25 NBA 시즌
- 2월 16일:  샌프란시스코의 체이스 센터에서 열리는 2025 NBA 올스타전
- 4월 19일: 2025 NBA 플레이오프
- 6월 26일: 2025 NBA 드래프트

전미 대학 체육 협회
- 3월 18일 – 4월 7일: 2025 NCAA Division I men's basketball tournament
- 3월 21일 – 4월 6일: 2025 NCAA Division I women's basketball tournament

## 캐나디안 풋볼
캐나디안 풋볼 리그
- 4월 29일: 2025 CFL 드래프트 및 2025 CFL 글로벌 드래프트
- 6월 5일 – 10월 25일: 2025 CFL 시즌
- 11월 16일: 틀:나라자료 Manitoba 위니펙에서 열리는 제112회 그레이 컵

U 스포츠
- 8월 22일 – 10월 25일: 2025 U Sports football season
- 11월 22일: 틀:나라자료 Saskatchewan 리자이나에서 열리는 제60회 바니에르 컵

## 크리켓
- 2025 ICC Champions Trophy
- 2023-25 ICC 월드 테스트 챔피언십 결승전
- 2025년 9월 30일 – 2025년 11월 2일  인도, 틀:나라자료 SL 스리랑카에서 열리는 2025년 여자 크리켓 월드컵

## 자전거 타기

### 도로

#### 2025 UCI 월드 투어 (남자)
2025년 시즌의 레이스 일정은 2024년 6월에 발표되었으며, 36개의 레이스가 예정되어 있다. 이 일정은 2024년과 유사하며, 덴마크에서 열리는 새로운 원데이 레이스인 코펜하겐 스프린트가 추가되었다. 2024년 10월에 최종 일정이 확정되었다.
| 날짜                | 레이스                                | 우승자                       |
| ------------------- | ------------------------------------- | ---------------------------- |
| 1월 21일–26일       | 투어 다운 언더                        | 조나탄 나르바에스 (ECU)      |
| 2월 2일             | 카델 에반스 그레이트 오션 로드 레이스 | 마우로 슈미드 (SUI)          |
| 2월 17일–23일       | UAE 투어                              | 타데이 포가차르 (SLO)        |
| 3월 1일             | 옴룹 헷 니우스블라드                  | 쇠렌 웨렌스콜드 (NOR)        |
| 3월 8일             | 스트라데 비안케                       | 타데이 포가차르 (SLO)        |
| 3월 9일–16일        | 파리–니스                             | 마테오 요르겐손 (USA)        |
| 3월 10일–16일       | 티레노–아드리아티코                   | 후안 아유소 (ESP)            |
| 3월 22일            | 밀라노–산레모 m: #1                   | 마티외 판 데르 푸엘 (NED)    |
| 3월 24일–30일       | 볼타 아 카탈루냐                      | 프리모시 로글리치 (SLO)      |
| 3월 26일            | 클래식 브뤼허–데 판네                 | 후안 세바스티안 몰라노 (COL) |
| 3월 28일            | E3 삭소 클래식                        | 마티외 판 데르 푸엘 (NED)    |
| 3월 30일            | 겐트-베벨젬                           | 매즈 페데르센 (DEN)          |
| 4월 2일             | 드바르스 도르 플란데런                | 닐슨 파울레스 (USA)          |
| 4월 6일             | 투르 드 플랑드르 m: #2                | 타데이 포가차르 (SLO)        |
| 4월 7일–12일        | 바스크 지방 투어                      | 주앙 알메이다 (POR)          |
| 4월 13일            | 파리–루베 m: #3                       | 마티외 판 데르 푸엘 (NED)    |
| 4월 20일            | 암스텔 골드 레이스                    | 마티아스 스켈모세 (DEN)      |
| 4월 23일            | 라 플레슈 왈롱                        | 타데이 포가차르 (SLO)        |
| 4월 27일            | 리에주–바스토뉴–리에주 m: #4          | 타데이 포가차르 (SLO)        |
| 4월 29일 – 5월 4일  | 투르 드 로망디                        | 주앙 알메이다 (POR)          |
| 5월 1일             | 에슈본–프랑크푸르트                   | 마이클 매튜스 (AUS)          |
| 5월 9일 – 6월 1일   | 지로 디 이탈리아 gt: #1               | 시몬 예이츠 (GBR)            |
| 6월 8일–15일        | 크리테리움 뒤 도피네                  | 타데이 포가차르 (SLO)        |
| 6월 15일–22일       | 투르 드 수이스                        | 주앙 알메이다 (POR)          |
| 6월 22일            | 코펜하겐 스프린트                     | 조르디 메이우스 (BEL)        |
| 7월 5일–27일        | 투르 드 프랑스 gt: #2                 |                              |
| 8월 2일             | 클라시카 데 산 세바스티안             |                              |
| 8월 4일–10일        | 투르 드 폴로뉴                        |                              |
| 8월 17일            | 함부르크 사이클클래식스               |                              |
| 8월 20일–24일       | / 리뉴이 투어                         |                              |
| 8월 23일 – 9월 14일 | 부엘타 아 에스파냐 gt: #3             |                              |
| 8월 31일            | 브르타뉴 클래식 웨스트-프랑스         |                              |
| 9월 12일            | 그랑프리 사이클리스테 드 퀘벡         |                              |
| 9월 14일            | 그랑프리 사이클리스테 드 몬트리올     |                              |
| 10월 11일           | 일 롬바르디아 m: #5                   |                              |
| 10월 14일–19일      | 투어 오브 광시                        |                              |

m #: 모뉴먼트 클래식 gt#: 그랜드 투어

#### 2025 UCI 여자 월드 투어
| 날짜               | 레이스                                      | 우승자                     |
| ------------------ | ------------------------------------------- | -------------------------- |
| 1월 17일–19일      | 여자 투어 다운 언더                         | 노에미 뤼에그 (SUI)        |
| 2월 1일            | 카델 에반스 그레이트 오션 로드 레이스       | 앨리 월러스턴 (NZL)        |
| 2월 6일–9일        | UAE 투어 여자                               | 엘리사 롱고 보르기니 (ITA) |
| 3월 1일            | 옴룹 헷 니우스블라드                        | 로테 클라에스 (BEL)        |
| 3월 8일            | 스트라데 비안케 돈네                        | 데미 볼레링 (NED)          |
| 3월 16일           | 트로페오 알프레도 빈다-코무네 디 치티글리오 | 엘리사 발사모 (ITA)        |
| 3월 22일           | 밀라노–산레모 여자                          | 로레나 위베스 (NED)        |
| 3월 27일           | 클래식 브뤼허–데 판네                       | 로레나 위베스 (NED)        |
| 3월 30일           | 겐트–베벨젬                                 | 로레나 위베스 (NED)        |
| 4월 6일            | 투르 드 플랑드르                            | 로테 코페키 (BEL)          |
| 4월 12일           | 파리–루베 팸므                              | 폴린 페랑프레보 (FRA)      |
| 4월 20일           | 암스텔 골드 레이스                          | 미샤 브레데볼트 (NED)      |
| 4월 23일           | 라 플레슈 왈롱 페미닌                       | 퍽 피테르세 (NED)          |
| 4월 27일           | 리에주–바스토뉴–리에주 팸므                 | 킴벌리 르 코트 (MRI)       |
| 5월 4일–10일       | 라 부엘타 페미니나                          | 데미 볼레링 (NED)          |
| 5월 16일–18일      | 이츠울리아 위민                             | 데미 볼레링 (NED)          |
| 5월 22일–25일      | 부엘타 아 부르고스 페미나스                 | 마를렌 로이서 (SUI)        |
| 6월 5일–8일        | 영국 여자 투어                              | 앨리 월러스턴 (NZL)        |
| 6월 12일–15일      | 스위스 여자 투어                            | 마를렌 로이서 (SUI)        |
| 6월 21일           | 코펜하겐 스프린트                           | 로레나 위베스 (NED)        |
| 7월 6일–13일       | 지로 디 이탈리아 여자                       |                            |
| 7월 26일 – 8월 3일 | 투르 드 프랑스 팸므                         |                            |
| 8월 15일–17일      | 투르 드 로망디 페미닌                       |                            |
| 8월 30일           | 클래식 로리앙 아글로메라시옹                |                            |
| 10월 7일–12일      | 시마크 레이디스 투어                        |                            |
| 10월 14일–16일     | 투어 오브 총밍 아일랜드                     |                            |
| 10월 19일          | 투어 오브 광시                              |                            |

#### 국가 및 국제 챔피언
| UCI 월드 챔피언십                 | UCI 월드 챔피언십                | UCI 월드 챔피언십              | UCI 월드 챔피언십           | UCI 월드 챔피언십            |
| 세계                              | 남자 도로 레이스                 | 남자 타임 트라이얼             | 여자 도로 레이스            | 여자 타임 트라이얼           |
| --------------------------------- | -------------------------------- | ------------------------------ | --------------------------- | ---------------------------- |
| 세계 선수권 대회                  |                                  |                                |                             |                              |
| 대륙별 선수권 대회                |                                  |                                |                             |                              |
| 대륙                              | 남자 도로 레이스                 | 남자 타임 트라이얼             | 여자 도로 레이스            | 여자 타임 트라이얼           |
| 팬아메리칸                        | 알바로 호데그 (COL)              | 월터 바르가스 (COL)            | 줄리아나 론도뇨 (COL)       | 루스 에드워즈 (USA)          |
| 틀:Cjersey 유럽                   |                                  |                                |                             |                              |
| 틀:Cjersey 아프리카               |                                  |                                |                             |                              |
| 틀:Cjersey 아시아                 |                                  |                                |                             |                              |
| 오세아니아                        |                                  |                                |                             |                              |
| 국가 선수권 대회                  |                                  |                                |                             |                              |
| 국가                              | 남자 도로 레이스                 | 남자 타임 트라이얼             | 여자 도로 레이스            | 여자 타임 트라이얼           |
| 아프가니스탄                      |                                  |                                | 파리바 하시미               | 파리바 하시미                |
| 알바니아                          | 루카스 술라지 클롭펜보르그       | 올시안 벨리아                  | 넬리아 카베타지             | 넬리아 카베타지              |
| 알제리                            | 야신 함자                        | 아제딘 라갑                    | 네스린 호일리               | 네스린 호일리                |
| 앙골라                            |                                  |                                |                             |                              |
| 아르헨티나                        | 레오나르도 코바루비아            | 마테오 칼레즈만                | 제니퍼 프란코네             |                              |
| 오스트레일리아                    | 루크 더브리지                    | 루크 플랩                      | 루신다 스튜어트             | 브로디 채프먼                |
| 오스트리아                        | 팀 와플러                        | 펠릭스 그로스샤르트너          | 카트린 슈바인베르거         | 크리스티나 슈바인베르거      |
| 벨기에                            | 팀 웰렌스                        | 렘코 에베네풀                  | 쥐스틴 게키에르             | 로테 코페키                  |
| 벨리즈                            |                                  | 코리 윌리엄스                  |                             | 패트리샤 차바리아            |
| 베냉                              | 리카르도 소제데                  | 리카르도 소제데                | 샬럿 메토에비               | 헤르미온 아호이수            |
| 버뮤다                            | 코너 화이트                      | 니콜라스 나라우웨이            | 팬지 올랜더                 | 팬지 올랜더                  |
| 볼리비아                          | 에두아르도 모야타                | 프레디 곤살레스                | 완다 플로렌시아 빌라누에바  | 완다 플로렌시아 빌라누에바   |
| 보스니아 헤르체고비나             |                                  |                                |                             |                              |
| 브라질                            |                                  |                                |                             |                              |
| 불가리아                          | 보리슬라프 팔라셰프              | 에밀 스토이네프                | 니콜 콜리셰바               | 니콜 콜리셰바                |
| 부르키나파소                      | 다우다 술라마                    |                                | 아와 바모고                 |                              |
| 카메룬                            | 파브리스 쇼포르                  |                                | 프레스린 마리올 켕네 페우주 |                              |
| 캐나다                            | 데릭 기                          | 마이클 레너드                  |                             | 올리비아 바릴                |
| 카보베르데                        | 넬리오 다 크루즈                 |                                |                             |                              |
| 칠레                              | 헥터 에세키엘 킨타나             | 헥터 에세키엘 킨타나           | 카탈리나 아나이스 소토      | 카탈리나 아나이스 소토       |
| 중국                              | 청슈오 미아오                    | 밍 쉬에                        | 루루 첸                     | 수완 웨이                    |
| 콜롬비아                          | 이건 베르날                      | 이건 베르날                    | 줄리아나 론도뇨             | 디아나 페뉴엘라              |
| 코스타리카                        | 가브리엘 프란시스코 로하스       | 도노반 라미레스                | 아드리아나 마리아 로하스    | 글로리아나 마리아 케사다     |
| 크로아티아                        | 니콜라스 고즈코비치              |                                | 안드레아 헤게드             | 아나 루미하                  |
| 쿠바                              | 호세 알베르토 도밍게스           | 유니오르 브라얀 만딘 메디나    | 말리에스 메지아스           | 말리에스 메지아스            |
| 체코                              | 마티아스 바첵                    | 안드레아스 밀티아디스          | 크리스티나 부르로바         | 콘스탄티나 게오르기우        |
| 덴마크                            | 쇠렌 크라그 안데르센             | 마티아스 바첵                  | 알베르테 그레베             | 줄리아 코페츠키              |
| 도미니카 공화국                   | 예수스 로니엘 마르테             | 매즈 페데르센                  |                             | 레베카 코어너                |
| 에콰도르                          | 조나탄 나르바에스                | 엘린 안토니오 가르시아         | 나탈리아 바스케스           | 플로르 에스피리투산토        |
| 이집트                            | 압둘 라우프 아흐메드 압둘 라우프 | 제퍼슨 알베이로 세페다         | 아흐메드 에브티삼 자예드    | 미리암 마리차 누녜스         |
| 엘살바도르                        | 브랜든 울리세스 로드리게스       | 모하브 유세프 아지즈           |                             | 아흐메드 에브티삼 자예드     |
| 에리트레아                        | 나홈 제레이                      | 브랜든 울리세스 로드리게스     | 모나리사 아라야             | 사우킹 라켈 시               |
| 에스토니아                        | 마디스 미흐켈스                  | 아마누엘 게브레이자비에르      | 엘리사벳 에브라스           |                              |
| 틀:나라자료 Eswatini              | 크와넬레 옐레                    | 라인 타라메                    | 만디스와 파쿠제             | 로라 리제트 샌더             |
| 에티오피아                        | 테클레 알레마요                  | 네가시 하일루 아브레하         | 하프투 레다                 | 프카두 브르한 아브르하       |
| 핀란드                            | 요한 노르들룬드                  | 트론드 라르센                  | 안니나 아토살로             | 안니나 아토살로              |
| 프랑스                            | 도리안 고동                      | 브루노 아르미라일              | 네트 마리 르                | 세드린 케르바올              |
| 독일                              | 게오르크 치머만                  | 막시밀리안 샤흐만              | 프란치스카 코흐             | 안토니아 니더마이어          |
| 틀:나라자료 Great Britain         | 새뮤얼 왓슨                      | 이선 헤이터                    | 밀리 쿠젠스                 | 조이 백스테트                |
| 그리스                            | 니키포로스 아르바니투            | 게오르기오스 보우글라스        | 아르기로 밀라키             |                              |
| 그레나다                          | 레드 월터스                      | 레드 월터스                    |                             |                              |
| 과테말라                          |                                  | 세르히오 게오바니 추밀         | 자스민 가브리엘라 소토      | 자스민 가브리엘라 소토       |
| 틀:나라자료 Hongkong              | 박항 응                          | 춘와이 추                      | 이시윙                      | 이시윙                       |
| 헝가리                            | 마르톤 디나                      | 야노스 펠리칸                  | 블랑카 바스                 | 페트라 잔코                  |
| 아이슬란드                        |                                  | 잉바르 오마르손                |                             | 하프디스 시구르다르도티르    |
| 인도네시아                        |                                  | 무하마드 셸한                  |                             | 아유스티나 델리아 프리아트나 |
| 이란                              |                                  |                                |                             |                              |
| 아일랜드                          | 로리 타운센드                    | 라이언 멀렌                    | 미아 그리핀                 | 켈리 머피                    |
| 이스라엘                          |                                  |                                |                             |                              |
| 이탈리아                          | 필리포 콘카                      | 필리포 간나                    | 엘리사 롱고 보르기니        | 비토리아 과지니              |
| 일본                              | 고바야시 마리노                  |                                | 고바야시 아카리             |                              |
| 카자흐스탄                        | 예브게니 페도로프                | 예브게니 페도로프              | 옐리자베타 스클랴로바       | 악페이일 오심                |
| 코소보                            | 블레르톤 누하                    | 블레르톤 누하                  | 시보라 카드류               | 시보라 카드류                |
| 라오스                            | 아리야 푸운사바스                |                                |                             |                              |
| 라트비아                          | 톰스 스쿠진슈                    | 톰스 스쿠진슈                  | 다나 로즐라파               | 다나 로즐라파                |
| 레소토                            | 카벨로 마카틸레                  | 카벨로 마카틸레                |                             | 체피소 레라타                |
| 리투아니아                        | 아이바라스 미쿠티스              | 아이바라스 미쿠티스            | 다이바 라가진스키에네       | 스카이스테 미카샤우스카이테  |
| 룩셈부르크                        | 아르투르 클루커스                | 밥 융겔스                      | 마리 슈라이버               | 마리 슈라이버                |
| 말레이시아                        | 무하마드 누르 아이만 빈 로슬리   | 무하마드 누르 아이만 빈 로슬리 | 아스리 누룰 나빌라 모흐드   | 치 후이 뇨                   |
| 모리셔스                          | 토레아 셀레스틴                  | 알렉상드르 마이어              | 킴벌리 르 코트              | 킴벌리 르 코트               |
| 몽골                              | 테그시-바야르 바차이한           | 잠발잠츠 사인바야르            |                             |                              |
| 몬테네그로                        | 알렉산다르 라두노비치            |                                |                             |                              |
| 모로코                            |                                  | 쿠라지 모신 엘                 |                             | 말리카 베날랄                |
| 나미비아                          | 알렉스 밀러                      | 알렉스 밀러                    | 안리 크루겔                 | 안리 크루겔                  |
| 네덜란드                          | 대니 판 포펠                     | 다안 홀레                      | 로레나 위베스               | 미샤 브레데볼트              |
| 뉴질랜드                          | 폴 라이트                        | 핀 피셔-블랙                   | 킴 카조                     | 킴 카조                      |
| 틀:나라자료 North Macedonia       | 스테판 페트로프스키              | 슬로보단 나스테프스키          | 엘레나 페트로바             | 엘레나 페트로바              |
| 노르웨이                          | 안드레아스 레크네순              | 토비아스 포스                  | 미에 비외르달 오테스타드    | 카트린 아르레루드            |
| 파키스탄                          | 알리 자와이드                    | 알리 자와이드                  | 라비아 가립                 | 라비아 가립                  |
| 파나마                            | 로베르토 카를로스 곤살레스       | 카를로스 사무디오              | 웬디 두크레                 | 웬디 두크레                  |
| 파라과이                          | 카를로스 도밍게스                | 프란시스코 다니엘 리베로스     | 아라셀리 자스민 갈레아노    | 아라셀리 자스민 갈레아노     |
| 페루                              | 빌 잔츠 토스카노                 | 로빈슨 스티븐 루이스           | 마리아나 로하스             | 로미나 마리벨 메드라노       |
| 필리핀                            | 마르셀로 펠리페                  | 내쉬 림                        | 킴 시렐 보니야              | 제르민 프라도                |
| 폴란드                            | 라파우 마이카                    | 필리프 마치에유크              | 카타지나 니에비아도마       | 아그니에슈카 스칼니악-소이카 |
| 포르투갈                          | 이보 올리베이라                  | 안토니오 모르가도              | 다니엘라 캄포스             | 베아트리스 록소              |
| 푸에르토리코                      | 아브너 곤살레스                  |                                | 에리알리스 오테로           |                              |
| 루마니아                          | 게르하르트-크리스틴 몰단스키     | 에밀 디마                      | 마누엘라 무레샨             | 마누엘라 무레샨              |
| 르완다                            |                                  | 사무엘 니욘쿠루                | 자질라 움와미카지           | 사베린 니레레                |
| 틀:나라자료 São Tomé and Príncipe |                                  |                                |                             |                              |
| 세르비아                          | 벨코 스토즈니치                  | 두산 라조비치                  | 옐레나 에리치               | 이바 파블로비치              |
| 세이셸                            |                                  |                                |                             |                              |
| 싱가포르                          | 분 키악 예오                     | 젠 유 다렌 림                  | 옌 링 캐슬린 예오           | 페이 푸                      |
| 슬로바키아                        | 루카스 쿠비시                    | 마티아스 슈바르츠바허          | 빅토리아 츨라도노바         | 빅토리아 츨라도노바          |
| 슬로베니아                        | 야콥 옴르젤                      | 미하엘 슈타이너                | 유제니아 부자크             | 유제니아 부자크              |
| 남아프리카 공화국                 | 다니얄 매튜스                    | 앨런 해설리                    | 사나라 그로브               | 루시 영                      |
| 대한민국                          | 윤재빈                           | 최형민                         | 장수지                      | 신지은                       |
| 스페인                            | 이반 로메오                      | 아벨 발데르스톤                | 사라 마르틴                 | 미레이아 베니토              |
| 스웨덴                            | 휴고 포르셀                      |                                | 미카 쇠데르스트룀           |                              |
| 스위스                            | 마우로 슈미드                    | 마우로 슈미드                  | 스테피 해벌린               | 마를렌 로이서                |
| 타이                              | 사라웃 시리론나차이              | 피라폰 차우치앙광              | 페트다린 솜랏               | 페트다린 솜랏                |
| 튀니지                            | 모하메드 아지즈 델라이           | 모하메드 아지즈 델라이         | 브리니 마리엠               | 아실 무사                    |
| 터키                              | 사메트 불루트                    | 부라크 아바이                  | 감제 제이한                 | 레이한 야키시르              |
| 우간다                            | 찰스 카기무                      |                                |                             | 메리 알레퍼                  |
| 우크라이나                        | 게오르히 안토넨코                | 아나톨리 부디악                | 율리아 비류코바             | 율리아 비류코바              |
| 아랍에미리트                      | 모하마드 알삽바그                | 알-알리 압둘라 자심            | 사피아 알사예그             | 사피아 알사예그              |
| 미국                              | 퀸 시몬스                        | 아르템 슈미트                  | 크리스틴 포크너             | 에밀리 에를리히              |
| 우루과이                          | 기예르모 토마스 실바             | 에릭 안토니오 파군데스         | 말비나 마리아 프리에토      | 아나벨 포세                  |
| 우즈베키스탄                      | 디요르 타히로프                  | 니키타 츠베트코프              | 샤흐노자 압둘라예바         | 야니나 쿠스코바              |
| 베네수엘라                        | 오를루이스 아울라르              | 오를루이스 아울라르            |                             | 릴리베스 차콘                |
| 짐바브웨                          | 매튜 덴스로                      | 로드릭 슘바                    | 헬렌 미첼                   | 헬렌 미첼                    |

### 트랙
UCI와 워너 브라더스 디스커버리 (WBD+)는 UCI 트랙 챔피언스 리그를 즉시 종료하고 2024년 시즌이 마지막이 될 것이라고 발표했다. UCI 트랙 네이션스 컵은 단일 행사로 구성되었으며, UCI와 WBD+는 2028년 하계 올림픽에 앞서 트랙 사이클링 월드컵으로 행사를 개편할 의도를 발표했다.

#### 2025년 세계 및 대륙 트랙 선수권 대회
다음은 2025년 각 트랙 종목별 세계 및 대륙 챔피언 목록이다. 대륙별 대회는 모두 2월(오세아니아)부터 5월(아프리카)까지 상반기에 개최되어 2024-25년 겨울 시즌이 실질적으로 마무리되는 시점에 열리며, 2025 UCI 트랙 사이클링 세계 선수권 대회는 2025-26년 겨울 시즌이 시작되는 가을에 개최된다.
| 종목            | 종목 | 세계 |                                                                          | 팬아메리칸                                                             | 유럽                                                                    | 아프리카                                                   | 아시아                                                                                  | 오세아니아 |
| --------------- | ---- | ---- | ------------------------------------------------------------------------ | ---------------------------------------------------------------------- | ----------------------------------------------------------------------- | ---------------------------------------------------------- | --------------------------------------------------------------------------------------- | ---------- |
| 단체 스프린트   | 남자 |      | 트리니다드 토바고 라이언 드아브레우 니콜라스 폴 니자네 필립              | 프랑스 티미 길리옹 라얀 헬랄 세바스티앵 비지에                         | 이집트 후세인 하산 마흐무드 엘림바비 마흐무드 바크르                    | 일본 나가사코 요시타쿠 오타 가이야 나카노 신지             | 오스트레일리아 (오스트레일리아 A) 라이언 엘리엇 토마스 코니시 대니얼 바버 리 호프먼 (R) |            |
| 단체 스프린트   | 여자 |      | 미국 케일라 행킨스 에밀리 헤이스 헤일리 요슬로프 매케나 맥키             | 네덜란드 킴벌리 칼레 헤티 판 더 바우 스테피 판 데르 페트               | 이집트 멘탈리아 벨랄 샤드 모하메드 하비바 오사마                        | 중국 바오산주 궈위팡 뤄수옌                                | 뉴질랜드 올리비아 킹 셰인 풀턴 엘레세 앤드류스                                          |            |
| 단체 추발       | 남자 |      | 미국 데이비드 도모노스케 앤더스 존슨 피터 무어 브렌던 림 션 크리스티안센 | 덴마크 토비아스 한센 니클라스 라르센 라세 노르만 레트 로빈 유엘 스키빌 | 남아프리카 공화국 브래들리 구베리스 켈런 구베리스 리스 버럴 칼 본투이스 | 대한민국 홍승민 박상훈 김현석 민경호                       | 오스트레일리아 카메론 스콧 데클란 트레지스 리암 월시 오스카 갤러거                      |            |
| 단체 추발       | 여자 |      | 미국 올리비아 커민스 에밀리 얼리히 베서니 인그램 리어건 패티셜           | 이탈리아 마르티나 알치니 키아라 콘손니 마르티나 피단차 비토리아 과치니 | 이집트 멘탈리아 벨랄 샤드 모하메드 사라 안와르 에브티삼 자이드 아흐메드 | 일본 이케다 미즈키 우치노 쓰야카 가지하라 유미 가키타 마호 | 뉴질랜드 에밀리 시어먼 사만다 도널리 프루던스 파울러 라일리 맥멀런 브리오니 보타        |            |
| 스프린트        | 남자 |      | 니콜라스 폴 (TTO)                                                        | 하리 라브레이선 (NED)                                                  | 후세인 하산 (EGY)                                                       | 오타 가이야 (JPN)                                          | 리 호프먼 (AUS)                                                                         |            |
| 스프린트        | 여자 |      | 로리안 제네스트 (CAN)                                                    | 야나 부를라코바 AIN                                                    | 샤드 모하메드 (EGY)                                                     | 사토 미나 (JPN)                                            | 엘레세 앤드류스 (NZL)                                                                   |            |
| 경륜            | 남자 |      | 케빈 퀸테로 (COL)                                                        | 하리 라브레이선 (NED)                                                  | 마흐무드 엘림바비 (EGY)                                                 | 나카노 신지 (JPN)                                          | 샘 다킨 (NZL)                                                                           |            |
| 경륜            | 여자 |      | 로리안 제네스트 (CAN)                                                    | 스테피 판 데르 페트 (NED)                                              | 샤드 모하메드 (EGY)                                                     | 누룰 이자 이자티 모하마드 아스리 (MAS)                     | 엘레세 앤드류스 (NZL)                                                                   |            |
| 1km 독주        | 남자 |      | 니콜라스 폴 (TTO)                                                        | 마테오 비안키 (ITA)                                                    | 마흐무드 엘림바비 (EGY)                                                 | 이치다 류토 (JPN)                                          | 톰 섹스턴 (NZL)                                                                         |            |
| 1km 독주        | 여자 |      | 스테파니 콰드라도 (COL)                                                  | 헤티 판 더 바우 (NED)                                                  | 네스린 후일리 (ALG)                                                     | 누룰 이자 이자티 모하마드 아스리 (MAS)                     | 엘레세 앤드류스 (NZL)                                                                   |            |
| 개인 추발       | 남자 |      | 앤더스 존슨 (USA)                                                        | 조시 찰턴 (GBR)                                                        | 우사마 미누니 (ALG)                                                     | 구보키 가즈시게 (JPN)                                      | 톰 섹스턴 (NZL)                                                                         |            |
| 개인 추발       | 여자 |      | 에밀리 얼리히 (USA)                                                      | 애나 모리스 (GBR)                                                      | 네스린 후일리 (ALG)                                                     | 가키타 마호 (JPN)                                          | 브리오니 보타 (NZL)                                                                     |            |
| 옴니움          | 남자 |      | 피터 무어 (USA)                                                          | 팀 톤 토이텐베르크 (GER)                                               | 브래들리 구베리스 (RSA)                                                 | 코지마 나오키 (JPN)                                        | 캠벨 스튜어트 (NZL)                                                                     |            |
| 옴니움          | 여자 |      | 야렐리 아세베도 (MEX)                                                    | 로레나 비베스 (NED)                                                    | 에브티삼 자이드 아흐메드 (EGY)                                          | 이케다 미즈키 (JPN)                                        | 에밀리 시어먼 (NZL)                                                                     |            |
| 매디슨          | 남자 |      | 미국 피터 무어 브렌던 림                                                 | 네덜란드 얀 도렌보스 빈센트 호페자크                                   | 이집트 마흐무드 바크르 유세프 아부엘하산                                | 일본 하시모토 에이야 구보키 가즈시게                       | 뉴질랜드 톰 섹스턴 캠벨 스튜어트                                                        |            |
| 매디슨          | 여자 |      | 콜롬비아 엘리자베스 카스타뇨 리나 에르난데스                             | 네덜란드 리사 판 벨 마이케 판 데르 뒤인                                | 이집트 샤드 모하메드 에브티삼 자이드 아흐메드                           | 일본 가지하라 유미 우치노 쓰야카                           | 뉴질랜드 브리오니 보타 사만다 도널리                                                    |            |
| 포인트 레이스   | 남자 |      | 우고 루이스 (PER)                                                        | 이우리 레이탕 (POR)                                                    | 아네스 리아히 (ALG)                                                     | 야마모토 데쓰오 (JPN)                                      | 톰 섹스턴 (NZL)                                                                         |            |
| 포인트 레이스   | 여자 |      | 테니엘 캠벨 (TTO)                                                        | 아니타 스텐베르그 (NOR)                                                | 에브티삼 자이드 아흐메드 (EGY)                                          | 가키타 마호 (JPN)                                          | 라일리 맥멀런 (NZL)                                                                     |            |
| 스크래치 레이스 | 남자 |      | 카메론 피츠모리스 (CAN)                                                  | 이우리 레이탕 (POR)                                                    | 브래들리 구베리스 (RSA)                                                 | 드미트리 보차로프 (UZB)                                    | 키건 혼블로 (NZL)                                                                       |            |
| 스크래치 레이스 | 여자 |      | 야렐리 아세베도 (MEX)                                                    | 마르티나 피단차 (ITA)                                                  | 에브티삼 자이드 아흐메드 (EGY)                                          | 이시윙 (HKG)                                               | 매켄지 밀른 (NZL)                                                                       |            |
| 제외 경기       | 남자 |      | 브렌던 림 (USA)                                                          | 팀 톤 토이텐베르크 (GER)                                               | 마흐무드 바크르 (EGY)                                                   | 하시모토 에이야 (JPN)                                      | 블레이크 아뇰레토 (AUS)                                                                 |            |
| 제외 경기       | 여자 |      | 야렐리 아세베도 (MEX)                                                    | 라라 길레스피 (IRL)                                                    | 에브티삼 자이드 아흐메드 (EGY)                                          | 우치노 쓰야카 (JPN)                                        | 사만다 도널리 (NZL)                                                                     |            |

## 승마술

### 경마
- 5월 3일: 켄터키 더비  처칠 다운스
- 5월 17일: 프리크니스 스테이크스  핌리코
- 6월 7일: 벨몬트 스테이크스  벨몬트 파크
- 10월 31일–11월 1일: 브리더스 컵  산타아니타 파크

## 게일릭 풋볼

### 카운티 풋볼
- 2025 올아일랜드 시니어 풋볼 챔피언십 -
  - 얼스터 시니어 챔피언십 -  틀:GG 2-23 (29) 대  틀:GG 0-28 (28) (12번째 우승)
  - 먼스터 시니어 챔피언십 -  틀:GG 4-20 (32) 대  틀:GG 0-21 (21) (89번째 우승)
  - 렌스터 시니어 챔피언십 -  틀:GG 3-15 (24) 대  틀:GG 1-18 (21) (9번째 우승)
  - 코넛 시니어 챔피언십 -  틀:GG 1-17 (20) 대  틀:GG 1-15 (18) (49번째 우승)
  - 테일티언 컵 (레벨 II) -  틀:GG 대  틀:GG
- 내셔널 풋볼 리그: 종합 우승:  틀:GG (21번째 우승)
  - 디비전 1 -  틀:GG 1-18 (21) bt  틀:GG 1-12 (15)
  - 디비전 2 -  모너핸 1-26 (29) bt  틀:GG 1-19 (22)
  - 디비전 3 -  틀:GG 2-27 (33) bt  틀:GG 1-18 (21)
  - 디비전 4 -  틀:GG 3-11 (20) bt  틀:GG 0-18 (16)

### 클럽 풋볼
- 올아일랜드 시니어 풋볼 클럽 챔피언십:
  - 얼스터 시니어 클럽 챔피언십 -
  - 먼스터 시니어 클럽 챔피언십 -
  - 렌스터 시니어 클럽 챔피언십 -
  - 코넛 시니어 클럽 챔피언십 -

### 대학교 풋볼
- 시거슨 컵: DCU 1-16 (19) bt UCD 3-06 (15) (6번째 우승)

### 학교 및 대학 풋볼
- 호건 컵 (올아일랜드) - 세인트 패트릭스 매기라 2-8 (14) bt 세인트 콜먼스 클레어모리스 0-4 (4) (6번째 우승)
  - 매크로리 컵 (얼스터) - 세인트 패트릭스 매기라 0 - 12 (12)  bt 애비 직업학교 2-5 (11) (17번째 우승)
  - 렌스터 대학 시니어 챔피언십 - 콜라이스테 무이레, 멀린가르 3-10 (19) bt 아르드스코일 나 트리오노이데, 애시 1-13 (16) (1번째 우승)
  - 코넛 대학 시니어 챔피언십 - 세인트 콜먼스 칼리지, 클레어모리스 2-9 (15)  bt 섬머힐 칼리지, 슬라이고 1-9 (12) (7번째 우승)
  - 콘 우이 무이리 (먼스터) - 머시 마운트호크 2-11 (17) bt 세인트 브렌단스, 킬라니 0-10 (10) (2번째 우승)

## 골프
- 4월 7일 – 13일: 마스터스 토너먼트  오거스타 내셔널
  - 우승 -  로리 매킬로이 (NIR).[11] -7 w.p.o
- 5월 12일 – 18일: PGA 챔피언십  퀘일 할로우
  - 우승 -  스코티 셰플러 (USA). -11
- 6월 12일 – 15일: US 오픈  오크몬트
  - 우승 -  J. J. 스파운 (USA). -1
- 7월 17일 – 20일: 브리티시 오픈 틀:나라자료 Northern Ireland 로열 포트러시
  - 우승 -  스코티 셰플러 (USA). -17
- 9월 25일 – 28일: 라이더 컵  베스페이지 블랙

## 핸드볼
- 1월 14일 – 2월 2일: 2025년 세계 남자 핸드볼 선수권 대회  크로아티아,  덴마크 및  노르웨이
  - 우승:  덴마크 (4번째 우승)
- 11월 27일 – 12월 14일: 2025년 세계 여자 핸드볼 선수권 대회  독일 및  네덜란드

## 하키

### 플로어볼
- 1월 25일: 챔피언스컵 결승전
  - 남자 챔피언:  픽스보 IBK
  - 여자 챔피언:  픽스보 IBK
- 4월 24일–5월 4일: 2025년 남자 U-19 세계 플로어볼 선수권 대회  스위스
  - 챔피언: 틀:Fl19
- 8월 6일–13일: 2025년 월드 게임 플로어볼  중국
- 12월 6일–14일: 2025년 세계 여자 플로어볼 선수권 대회  체코

### 아이스하키

#### 내셔널 하키 리그
- 2024년 10월 8일 – 2025년 4월 17일: 2024–25 NHL 시즌
- 2월 12일–20일: 2025 4 네이션스 페이스오프
- 4월 20일: 2025 NHL 플레이오프
- 6월 26일–27일: 2025 NHL 드래프트
  - 1순위 지명:  매튜 셰이퍼 (by 뉴욕 아일런더스)

## 헐링

### 카운티 헐링
- 올아일랜드 시니어 헐링 챔피언십 -
  - 먼스터 시니어 챔피언십 -  1-30 (33) 틀:GG beat  틀:GG 2-27 (33) 3-2 (승부차기) 연장전 (55번째 우승)
  - 렌스터 시니어 챔피언십 -  틀:GG 3-22 (31) beat  틀:GG 1-20 (23) (77번째 우승)
  - 조 맥도나 컵 (레벨 II) -  틀:GG 2-26 (32) beat  틀:GG 1-19 (22)
  - 크리스티 링 컵 (레벨 III) -  틀:GG 1-27 (30) beat  틀:GG 1-24 (27)
  - 니키 라카드 컵 (레벨 IV) -  틀:GG 3-16 (25) beat  틀:GG 1-21 (24)
  - 로리 미거 컵 (레벨 V) -  틀:GG 4-17 (29) beat  틀:GG 2-17 (23)
- 내셔널 헐링 리그
  - 디비전 1a -  틀:GG 3-24 (33) bt  틀:GG 0-23 (23) (15번째 우승)
  - 디비전 1b -  틀:GG 1-27 (3) bt  틀:GG 2-20 (26)
  - 디비전 2 -  틀:GG 4-22 (34) bt  틀:GG 3-18 (27)
  - 디비전 3 -  틀:GG 0-14 (14) bt  틀:GG 1-8 (11)
  - 디비전 4 -  틀:GG 0-18 (18) bt  틀:GG 1-8 (11)

### 클럽 헐링
- 올아일랜드 시니어 헐링 클럽 챔피언십:
  - 얼스터 시니어 클럽 챔피언십 -
  - 먼스터 시니어 클럽 챔피언십 -
  - 렌스터 시니어 클럽 챔피언십 -
  - 코넛 시니어 클럽 챔피언십 -

### 대학교 헐링
- 피츠기븐 컵: 리머릭 대학교 0-23 (23) bt DCU 도카스 에이리언 1-15 (18) (7번째 우승)

### 학교 및 대학 헐링
- 닥터 크로크 컵 (올아일랜드) - 설레스 CBS 0-24 (24) bt 프레젠테이션 칼리지 애선리 2-17 (23) (2번째 우승)
  - 매기언 컵 (얼스터) - 크로스 앤 패션, 밸리캐슬 1-16 (19) bt 세인트 킬리언스 칼리지, 개런 타워 0-13 (13) (9번째 우승)
  - 렌스터 대학 시니어 챔피언십 - 세인트 키어런스 칼리지 1-25 (28) bt 킬케니 CBS 2-22 (28), 승부차기 3-0. (59번째 우승)
  - 코넛 대학 시니어 챔피언십 - 프레젠테이션 칼리지, 애선리 3-15 (24) bt 콜라이스테 발레 클레어 0-9 (9) (13번째 우승)
  - 닥터 하티 컵 (먼스터) - 설레스 CBS 1-13 (16) bt 세인트 플래넌스 칼리지 0-13 (13) (9번째 우승)

## 조정
- 2025년 세계 조정 선수권 대회  상하이시
- 2025년 세계 주니어 조정 선수권 대회  트라카이

## 럭비

### 럭비리그
- 2025년 럭비 리그 월드컵  프랑스 (취소됨)

### 럭비 유니언
- 6월 28일 - 8월 2일: 2025 브리티시 앤 아이리시 라이온스 오스트레일리아 투어  오스트레일리아

## 세팍타크로

### 국제 토너먼트
- 3월 20일–25일: 2025 ISTAF 월드컵  비하르주

## 세일링
- 2024–25 SailGP 챔피언십, 결승전  아부다비

## 수영
- 6월 26일–28일: 2025년 유럽 U-23 수영 선수권 대회 샤모린, 슬로바키아
- 7월 1일–6일: 2025년 유럽 주니어 수영 선수권 대회 샤모린, 슬로바키아
- 7월 27일 – 8월 3일: 2025년 세계 수영 선수권 대회 수영 싱가포르

## 테니스

### 그랜드 슬램
- 1월 12일 – 26일: 2025년 오스트레일리아 오픈
- 5월 25일 – 6월 7일: 2025년 프랑스 오픈
- 6월 30일 – 7월 13일: 2025년 윔블던 선수권 대회
- 8월 25일 – 9월 7일: 2025년 US 오픈

## 트라이애슬론

### 월드 챔피언십 시리즈
- 2월 15일–16일: WCS #1  아부다비
  - 엘리트 우승자:  헤이든 와일드 (남) /  리사 테르치 (여)
  - 혼성 릴레이 우승자:  독일 (셀리나 클람트, 얀 디너, 탄야 노이베르트, 헨리 그라프)

### 2025월드 트라이애슬론 컵
- 2월 23일: WTC #1  네이피어
  - 엘리트 우승자:  데이비드 카스트로 파하르도 (남) /  데시라에 리데나워 (여)

### 2025 아프리카 트라이애슬론 주니어 컵
- 3월 8일: AfTJC #1  트라우트벡
- 우승자:  니콜라스 혼 (남) /  캐든스 리빙크 (여)

### 2025 아메리카 트라이애슬론 컵
- 2월 16일: AmTC #1  아바나
  - 엘리트 우승자:  브랙스턴 레그 (남) /  마리아 로페즈 파라우도 (여)

### 2025 아시아 트라이애슬론 컵
- 2월 16일: ATC #1  첸나이
  - 엘리트 우승자:  프란체스코 디 바실리코 (남) /  마르티나 아유 프라티위 (여)
- 2월 21일 – 23일: ATC #2  푸트라자야
  - 엘리트 우승자:  막스 스투더 (남) /  이슬라 브리튼 (여)

### 월드 파라 컵
- 2월 15일: WPC #1  아부다비
  - 남자 PTWC:  토마스 프뤼비르트
  - 남자 PTS2:  바실리 예고로프
  - PTS3:  라이언 테일러 (남) /  안나 플로트니코바 (여)
  - 남자 PTS4:  안드레이 톨스티코프
  - PTS5:  알렉산드르 코니셰프 (남) /  안드레아 미겔레스 란츠 (여)
  - PTVI:  우카시 비에테키 (남) /  클로이 맥콤 (여)

### 대륙별 선수권 대회
- 2월 22일: 2025 아시아 트라이애슬론 듀애슬론 선수권 대회  마나마
  - 엘리트 우승자:  무사 카리치 (남) /  루 지칭 (여)

### 세계 선수권 대회
- 2월 21일–23일: 2025년 세계 트라이애슬론 겨울 듀애슬론 선수권 대회  코녜
  - 엘리트 우승자:  올레그 체트시코프 (남) /  다리아 로고지나 (여)
  - U23 우승자:  캐스퍼 뢰닝 (남) /  주자나 미할리코바 (여)
  - 혼성 릴레이 우승자:  체코 (아네타 그라브뮐러 솔다티, 마렉 라우흐푸스)
  - 주니어 우승자:  야코포 판톤 (남) /  알리나 리아가에바 (여)
  - 주니어 혼성 릴레이 우승자:  이탈리아 II (루도비카 사비아, 엔리코 부치)
  - 스프린트 엘리트 우승자:  예르겐 바클리드 (남) /  다리아 로고지나 (여)
  - 스프린트 U23 우승자:  굴리엘모 줄리아노 (남) /  주자나 미할리코바 (여)
  - 스프린트 주니어 우승자:  사벨리 아니시모프 (남) /  알리나 리아가에바 (여)

## 배구
- 6월 4일 – 7월 27일: 2025년 FIVB 여자 배구 네이션스 리그
- 6월 11일 – 8월 3일: 2025년 FIVB 남자 배구 네이션스 리그
- 8월 22일 – 9월 7일: 2025년 FIVB 세계 여자 배구선수권대회  태국
- 9월 12일 – 9월 28일: 2025년 FIVB 세계 남자 배구선수권대회  필리핀